# Cronologia del fascismo italiano

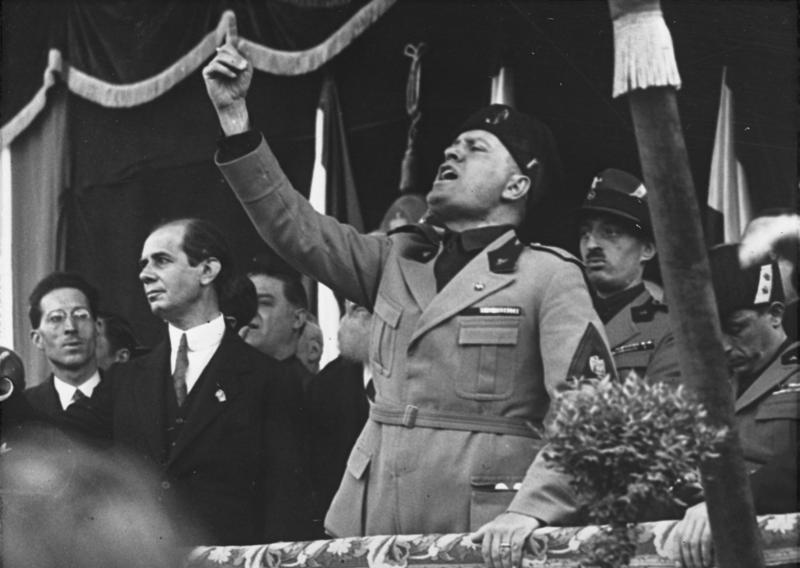
Comizio di Benito Mussolini a Milano in piazza Duomo, maggio 1930

La cronologia del fascismo italiano riguarda il periodo della storia d'Italia che va dalle origini del fascismo (1919) alla vittoria della Resistenza partigiana e all'uccisione di Benito Mussolini. Tale periodo include il cosiddetto "Ventennio", cioè il periodo del regime fascista, che va dalla fine del 1922 (con la marcia su Roma) al 25 luglio 1943 (arresto di Benito Mussolini su ordine del re Vittorio Emanuele III).

## 1912
- 1º dicembre: Mussolini, trasferitosi a Milano, diventa direttore del quotidiano del PSI, Avanti!

## 1914
- 28 giugno: Attentato di Sarajevo: Gavrilo Princip assassina Francesco Ferdinando d'Asburgo-Este, erede al trono austro-ungarico.
- 28 luglio: in seguito all'attentato di Sarajevo, l'Impero austro-ungarico dichiara guerra al Regno di Serbia. È lo scoppio della prima guerra mondiale.
- 3 agosto: il Regno d'Italia si dichiara neutrale.
- 18 ottobre: Mussolini, dopo aver supportato con diversi articoli la posizione neutralista del quotidiano Avanti!, cambia orientamento e inizia a spingere per un maggiore coinvolgimento del Regno d'Italia nella prima guerra mondiale.
- 15 novembre: esce il primo numero del Popolo d'Italia, nuovo quotidiano fondato da Mussolini.
- 24 novembre: la sezione socialista di Milano respinge la posizione interventista di Mussolini, rimosso dalla direzione dell'Avanti! ed espulso dal partito.
- 11 dicembre: nasce a Milano il Fascio d'azione rivoluzionaria, ispirato al manifesto Fascio rivoluzionario d'azione internazionalista del 5 ottobre del 1914.

## 1919
- 18 gennaio: Luigi Sturzo fonda il Partito Popolare Italiano.
- 23 marzo: fondazione a Milano dei Fasci italiani di combattimento.
- 6 giugno: pubblicazione di programma di San Sepolcro e manifesto dei Fasci
- 20-21 luglio: sciopero generale e prima grande manifestazione socialista. In primavera si è aperto il cosiddetto "Biennio rosso".
- 12 settembre: Impresa di Fiume.
- 16 novembre: Elezioni politiche in Italia. I Fasci italiani di combattimento pervengono ad un risultato modesto. Presenti con un'unica lista a Milano, ottengono poco meno di 5 000 voti, di cui più di 1 000 a Mussolini (nella stessa circoscrizione, i socialisti ottengono circa 170 000 voti e i popolari circa 74 000).

## 1920
- 13 luglio: a Trieste, nazionalisti e fascisti in armi incendiano il Narodni dom (in sloveno, Casa del popolo), sede delle organizzazioni degli sloveni triestini.
- novembre: elezioni amministrative in Italia. Importante affermazione dei socialisti, che conquistano circa duemila comuni, tra cui Milano e Bologna. In Emilia, 233 comuni su 280 optano per una amministrazione socialista. Liberali, popolari e fascisti si organizzano in coalizione (Blocchi Nazionali).
- 12 novembre: con il trattato di Rapallo, l'Italia e il Regno dei Serbi, Croati e Sloveni stabiliscono consensualmente i rispettivi confini. All'Italia vengono assegnate Trieste, Gorizia, l'Istria e Zara. Fiume è dichiarata città libera (Stato libero di Fiume).
- 21 novembre: Strage di Palazzo d'Accursio a Bologna: un gruppo di squadristi fascisti attacca violentemente la folla, riunitasi in Piazza Maggiore per l'insediamento del nuovo sindaco socialista massimalista Enio Gnudi.

## 1921
- 21 gennaio: fondazione del Partito Comunista Italiano.
- 3 aprile: in un discorso tenuto a Bologna, Mussolini esalta le violenze squadriste.
- 15 maggio: elezioni politiche in Italia. I Blocchi Nazionali ottengono 105 seggi, di cui 35 ai Fasci di combattimento. Mussolini è tra i deputati più votati.
- 21 luglio: fatti di Sarzana, scontri armati avvenuti tra squadre d'azione fasciste e Carabinieri reali e guardie del Regio Esercito.
- 9 novembre: Mussolini fonda il Partito Nazionale Fascista al Teatro Augusteo di Roma.

## 1922

### Ottobre
- 10 ottobre: il ministro di grazia e giustizia Giulio Alessio rende pubblici i dati sui reati fascisti dal 15 agosto al 22 settembre 1922: 369 reati per motivi politici, decine di omicidi, lesioni personali, violenze private, danneggiamenti, incendi.
- 26 ottobre: un quadrumvirato composto da Italo Balbo, Michele Bianchi, Emilio De Bono e Cesare Maria De Vecchi dirige dall'Hotel Brufani di Perugia le colonne fasciste che da varie regioni d'Italia convergono su Roma. Vengono occupate dagli squadristi alcune prefetture e numerose stazioni ferroviarie suscitando solo deboli reazioni da parte delle forze dell'ordine.
- 27 ottobre: il primo ministro Luigi Facta prepara un decreto per re Vittorio Emanuele III in cui viene proclamato lo stato d'assedio.
- 28 ottobre: marcia su Roma. Il governo liberale di Facta consegna il decreto al re, ma quest'ultimo lo rifiuta e costringe l'omonimo governo alle dimissioni. Mentre le colonne fasciste stazionano a Orte e in altri centri del Lazio, Mussolini è rimasto a Milano presso la sede del proprio giornale, Il Popolo d'Italia.
- 29 ottobre: su invito del re, Mussolini viaggia verso Roma. A Milano viene assalita e devastata la sede dell'Avanti!, il giornale socialista.
- 30 ottobre: Mussolini giunge a Roma, dove il re lo incarica di formare un governo. Viene permesso che le squadre fasciste entrino nella capitale senza essere contrastate né dall'esercito né dalle forze di polizia.
- 31 ottobre: il re approva la costituzione di un governo di larghe intese presieduto da Mussolini e formato dai fascisti Alberto De Stefani (finanze), Giovanni Giuriati (terre redente) e Aldo Oviglio (economia), dal nazionalista Luigi Federzoni (colonie), dal filosofo idealista Giovanni Gentile (istruzione), dal conservatore Giuseppe De Capitani d'Arzago (agricoltura), dal liberale giolittiano Teofilo Rossi (commercio), dai democratici moderati Giovanni Antonio Colonna di Cesarò (poste) e Gabriello Carnazza (lavori pubblici), dai popolari Vincenzo Tangorra (tesoro, poi tesoro e finanze riuniti) e Stefano Cavazzoni (lavoro), e dai militari Armando Diaz (guerra) e Paolo Thaon di Revel (marina). Mussolini assume personalmente i ministeri dell'interno e degli esteri.

### Novembre
- 10 novembre: promulgati i primi atti del governo fascista, tutti a favore dei grandi industriali: abolizione della nominatività dei titoli azionari, revisione dei contratti per le forniture di guerra, riduzione delle imposte di successione, cessione dell'esercizio dei telefoni a società private; inoltre la legge agraria presentata dal governo precedente viene ritirata.
- 16 novembre: a seguito del celebre discorso del bivacco, il governo Mussolini ottiene, con ampia maggioranza, la fiducia della Camera. Fra coloro che votano a favore si segnalano Alcide De Gasperi, Giovanni Giolitti, Ivanoe Bonomi, Vittorio Emanuele Orlando e Giovanni Gronchi.
- 20 novembre: conferenza di Losanna, cui partecipa Mussolini in qualità sia di primo ministro sia di ministro degli esteri. La conferenza chiude l'annosa questione greco-turca e segna l'ascesa al potere di Kemal Ataturk.
- 24 novembre: Mussolini chiede e ottiene dalla Camera i pieni poteri che egli reputa necessari per una radicale ristrutturazione della pubblica amministrazione e del sistema impositivo.

### Dicembre
- 2 dicembre: incontro fra Gino Baldesi, in rappresentanza della CGdL, e Mussolini, nel tentativo di normalizzare i rapporti fra Governo e sindacati. Baldesi è in relazione sia con Gabriele D'Annunzio sia con Alceste de Ambris e sembra ben disposto a raggiungere un accordo. Tale accordo sarà vanificato dall'intransigenza dei sindacalisti fascisti.
- 10 dicembre: a Milano vittoria dei partiti di governo (fascisti, nazionalisti, liberali e popolari) nelle elezioni amministrative.
- 15 dicembre: viene convocato da Mussolini per la prima volta il Gran Consiglio del Fascismo, formato dai ministri fascisti e dalle alte gerarchie di partito. Vennero attuati provvedimenti importanti, come la trasformazione dei squadristi nella MVSN (Milizia Volontaria per la Sicurezza Nazionale).
- 18 dicembre: prendendo a pretesto il ferimento di due fascisti (che non era avvenuto per motivazioni politiche bensì amorose), gli squadristi torinesi, capeggiati da Piero Brandimarte, devastano alcuni circoli operai, la Camera del Lavoro torinese e il periodico Ordine Nuovo. Questa strage di Torino si concluse il 20 dicembre con 11 morti e decine di feriti.feriti.

## 1923

### Gennaio
- 2 gennaio-4 gennaio: conferenza interalleata di Parigi per indurre la Germania a rispettare il pagamento delle riparazioni. Mussolini dà istruzioni al delegato italiano, Pietro Tomasi Della Torretta, di mantenere una posizione inflessibile nei confronti della Germania.
- 11 gennaio-12 gennaio: francesi e belgi occupano la Ruhr per imporre con la forza alla Germania il pagamento delle riparazioni. L'Italia, a differenza della Gran Bretagna, approva l'operato franco-belga.
- 23 gennaio: a La Spezia l'uccisione di uno squadrista provoca una spedizione punitiva da parte dei fascisti locali. Il bilancio è di sei vittime fra i civili.

### Febbraio
- 2 febbraio: primo arresto di Piero Gobetti. L'intervento di Benedetto Croce induce Mussolini a liberarlo.
- 3 febbraio: il deputato socialdemocratico di Livorno Giuseppe Emanuele Modigliani viene bastonato dai fascisti e bandito dalla sua città; Amadeo Bordiga viene arrestato: nei giorni successivi verranno tratti in arresto ben 112 dirigenti del Partito Comunista d'Italia fra cui la maggior parte dei segretari federali. Inizia il grande esodo dei comunisti verso la Francia e altri paesi europei.
- 13 febbraio: si fa divieto a tutti gli iscritti al PNF di aderire alla massoneria. Il provvedimento non trova tutti concordi perché i fascisti massoni (come Roberto Farinacci) si astengono: questa sarà l'ultima volta, fino al 25 luglio 1943, che il Gran Consiglio non prenderà decisioni all'unanimità.
- 26 febbraio: i nazionalisti confluiscono nel PNF.

### Marzo
- 10 marzo: riduzione della giornata lavorativa da dodici a otto ore.
- 27 marzo: Giovanni Gentile propone al Consiglio dei ministri la sua riforma scolastica, che viene approvata.

### Aprile
- 12 aprile: congresso del Partito Popolare che, sotto la guida di Luigi Sturzo, approva un appoggio "tattico" al governo in carica.
- 15 aprile: congresso del Partito Socialista a Milano. Viene ribadita la ferma opposizione al governo di Mussolini e al PNF.
- 21 aprile: viene soppressa la festività del 1º maggio, sostituita dal Natale di Roma (21 aprile).
- 23 aprile: il Partito Popolare abbandona il governo. Il giorno successivo la componente più vicina al PNF, capitanata da Egilberto Martire, dà vita al Partito Nazionale Popolare e annuncia di voler continuare a collaborare con Mussolini.
- 27 aprile: introduzione della Riforma Gentile, che rivoluziona l'insegnamento medio-superiore. La scuola pubblica diviene il cardine del sistema scolastico italiano.

### Maggio
- 7 maggio: visita in Italia della famiglia reale britannica.
- 19 maggio: incontro fra Mussolini e Alcide De Gasperi, capogruppo dei parlamentari del Partito Popolare.

### Giugno
- 15 giugno: nascita di una nuova pubblicazione, Critica fascista diretta da Giuseppe Bottai.

### Luglio
- 5 luglio: viene creato il Ministero dell'economia nazionale, nato dall'unione di tre ministeri: del lavoro, dell'industria e commercio e dell'agricoltura. Il nuovo dicastero viene affidato a Mario Orso Corbino.
- 10 luglio: Luigi Sturzo lascia il proprio incarico di segretario del Partito Popolare.
- 12 luglio: il Consiglio dei ministri approva la prima delle leggi restrittive della libertà di stampa, ma la reazione negativa nel Paese impone l'accantonamento provvisorio del decreto.
- 15 luglio: il prefetto di Trieste ordina la chiusura del quotidiano comunista Il lavoratore.
- 21 luglio: approvazione, con ampia maggioranza, della legge Acerbo, da parte della Camera.

### Agosto
- 20 agosto: abolizione dell'imposta sulle successioni.
- 24 agosto: il presbitero Giovanni Minzoni viene assassinato dai fascisti ad Argenta (Ferrara).
- 27 agosto: una missione italiana viene trucidata nei pressi di Giannina, in Grecia. Fra le vittime c'è anche il generale Enrico Tellini.
- 29 agosto: Mussolini pretende dalla Grecia, oltre a esequie solenni per le vittime e una commissione di inchiesta inflessibile, anche un'indennità di cinquanta milioni. La Grecia non accetta quest'ultima condizione.
- 31 agosto: una squadra navale occupa Corfù per ritorsione nei confronti della Grecia.

### Settembre
- 3 settembre: la Società delle Nazioni condanna l'occupazione di Corfù da parte dell'esercito italiano.
- 21 settembre: vengono arrestati e imprigionati Angelo Tasca, Palmiro Togliatti e altri alti dirigenti del Partito Comunista d'Italia. Sia Tasca sia Togliatti, dopo tre mesi trascorsi in carcere verranno liberati.
- 27 settembre: dopo il pagamento di una indennità in danaro richiesta nell'agosto precedente, le truppe italiane abbandonano Corfù.

### Ottobre
- 18 ottobre: inizia il processo contro Amadeo Bordiga.
- 19 ottobre: il Partito Liberale, in polemica con le parole di disistima nei propri confronti da parte dei fascisti più intransigenti, rivendica, mediante nota, l'appoggio fornito a suo tempo a Mussolini e al suo governo.
- 26 ottobre: assoluzione di Amadeo Bordiga.
- 28 ottobre-31 ottobre: celebrazioni della marcia su Roma alla presenza di Mussolini, a Milano, Bologna, Perugia e Roma.

### Novembre
- 12 novembre: riconoscimento ufficiale della Federazione italiana dei sindacati agricoli.
- 14 novembre: approvazione al Senato della legge Acerbo con una maggioranza ancora più ampia che alla Camera.
- 29 novembre: la casa dove risiede Francesco Saverio Nitti subisce un attacco vandalico da parte di gruppi fascisti.

### Dicembre
- 10 dicembre: viene saccheggiata e devastata la tipografia Zerboni, utilizzata dai socialisti per stampare pubblicazioni e materiale propagandistico.
- 12 dicembre: vengono momentaneamente interrotte molte pubblicazioni legate ai partiti e al sindacalismo di sinistra, fra cui: Pagine rosse, L'Avanguardia, Compagna!, Guerra di classe e L'internazionale.
- 19 dicembre: viene stretto un patto di ferro fra la Confindustria e il sindacalismo fascista incarnato nella Confederazione delle corporazioni. Entrambe le parti si impegnano ad armonizzare la propria politica con quella del governo dello Stato. La Confederazione delle corporazioni diverrà, da quel momento, l'interlocutore privilegiato della Confindustria.
- 26 dicembre: Giovanni Amendola viene aggredito e bastonato in strada da un gruppo di fascisti.
- 30 dicembre: Fondazione dei consorzi di bonifica regolata dalla Legge Serpieri

## 1924

### Gennaio
- 25 gennaio: il re dispone lo scioglimento anticipato della Camera e la convocazione dei comizi elettorali per il 6 aprile: cominciano una serie di inaudite violenze commesse dagli squadristi contro gli oppositori del governo Mussolini.
- 27 gennaio: a Roma viene firmato un trattato fra Italia e Regno dei Serbi, Croati e Sloveni che ufficializza il ritorno di Fiume allo Stato italiano.
- 28 gennaio: dal balcone di Palazzo Venezia Mussolini annuncia che il PNF sarà sempre alternativo alla sinistra ma che è disponibile ad allearsi con chi vuol proteggere l'Italia dal "pericolo rosso".
- 29 gennaio: in vista delle elezioni indette per il 6 aprile 1924, viene designato dal Gran Consiglio del fascismo un comitato elettorale formato da: Giacomo Acerbo, Michele Bianchi, Aldo Finzi, Francesco Giunta e Cesare Rossi.

### Febbraio
- 7 febbraio: i parlamentari Nino Mazzoni, Giuseppe Di Vittorio e Arturo Vella (il primo bresciano, gli altri due baresi) vengono aggrediti e banditi dalle loro città.
- 8 febbraio: dopo sei anni di interruzione, vengono ripristinate le relazioni diplomatiche fra Italia e URSS.
- 12 febbraio: viene pubblicato a Milano il primo numero dell'Unità, diretto da Ottavio Pastore.
- 20 febbraio: viene decisa la fusione della Confagricoltura con la Federazione Italiana dei Sindacati Agricoli (FISA), legata al PNF.
- 26 febbraio: morte in un ospedale milanese di Nicola Bonservizi, longa manus del PNF in Francia. Bonservizi era stato ferito alcuni giorni prima a Parigi in un attentato anarchico.
- 27 febbraio: il segretario della FIOM Bruno Buozzi viene bastonato a Torino dai fascisti.
- 28 febbraio: il socialista massimalista Antonio Piccinini viene ucciso dai fascisti a Reggio Emilia.

### Marzo
- 1º marzo: viene sottoscritto un accordo fra Italia e Cecoslovacchia per regolamentare le tariffe doganali.
- 14 marzo: il giornalista Alberto Giannini viene aggredito dai fascisti a Roma.
- 16 marzo: a Milano i fascisti uccidono Antonio Corgiola mentre a Spilimbergo aggrediscono il parlamentare d'opposizione Marco Ciriani.
- 23 marzo: a Savona il politico del PPI Paolo Cappa viene malmenato dai fascisti.
- 24 marzo: Mussolini tiene un discorso elettorale al teatro Costanzi di Roma che, per la prima volta nella storia della radiodiffusione, viene trasmesso, via etere, in tutta Italia.

### Aprile
- 3 aprile: Enrico De Nicola rinuncia alla propria candidatura nelle liste del PNF, manifestando la ferma volontà di abbandonare la politica.
- 6 aprile: elezioni politiche in Italia. Grazie anche alla legge Acerbo, il PNF e i partiti suoi alleati ottengono un'ampia maggioranza in Parlamento.
- 28 aprile: Armando Diaz dà le proprie dimissioni da ministro della guerra, adducendo motivi di salute. Il dicastero viene assegnato al generale Antonino Di Giorgio.

### Maggio
- 1º maggio: la censura si abbatte sui quotidiani L'Unità, Avanti! e La Giustizia che escono con ampi spazi bianchi.
- 12 maggio: Antonio Gramsci, eletto deputato nelle elezioni di aprile, fa rientro in Italia da Vienna.
- 16 maggio: Massimo Rocca, a seguito di contrasti con Roberto Farinacci, viene espulso dal PNF.
- 20 maggio: a seguito delle dimissioni di Luigi Sturzo, Alcide De Gasperi viene eletto segretario del Partito Popolare.
- 27 maggio: Alfredo Rocco diviene presidente della Camera e Tommaso Tittoni del Senato.
- 30 maggio: Giacomo Matteotti accusa in Parlamento i fascisti di aver compiuto violenze, intimidazioni e atti illegali di varia natura che hanno inficiato i risultati delle elezioni di aprile. Tali elezioni non sono pertanto da considerarsi valide.

### Giugno
- 6 giugno: Giovanni Amendola, in parlamento, accusa il PNF di aver instaurato nel Paese un clima antidemocratico.
- 7 giugno: alla Camera il governo Mussolini ottiene la fiducia con l'appoggio di oltre i tre quarti dei deputati presenti.
- 10 giugno: Delitto Matteotti: Giacomo Matteotti, deputato socialista e antifascista, viene rapito e accoltellato da una squadra fascista, capeggiata da Amerigo Dumini, mentre si reca alla Camera dei Deputati.
- 13 giugno: a seguito della sparizione di Giacomo Matteotti i ministri Giovanni Gentile, Alberto De Stefani, Luigi Federzoni e Aldo Oviglio presentano le dimissioni.
- 14 giugno: Cesare Rossi e Aldo Finzi, sospettati di essere implicati nella sparizione di Giacomo Matteotti presentano le dimissioni.
- 18 giugno: il segretario amministrativo del PNF, Giovanni Marinelli, è arrestato. Lo si ritiene infatti complice del sequestro, se non del probabile assassinio di Giacomo Matteotti (il cui corpo non è ancora stato rinvenuto).
- 22 giugno: a Torino gli squadristi devastano l'abitazione del giornalista e senatore Alfredo Frassati, direttore de La Stampa.
- 24 giugno: il Senato vota la fiducia all'esecutivo Mussolini: si oppongono soltanto in 21, mentre 6 si astengono.
- 25 giugno: i due rami del parlamento ribadiscono la propria fiducia a Mussolini e al governo da lui presieduto.
- 27 giugno: su iniziativa di Filippo Turati, i deputati antifascisti di Montecitorio decidono di abbandonare la Camera e di non farvi ritorno fino a quando Mussolini e il suo governo resteranno al potere. Tale abbandono passerà alla storia come l'Aventino.

### Luglio
- 8 luglio: il Consiglio dei ministri approva un decreto che impone molte limitazioni alla libertà di stampa.
- 15 luglio: il territorio dell'Oltregiuba viene integrato nella Somalia italiana, grazie a un accordo italo-britannico.

### Agosto
- 1º agosto: La MVSN è integrata nell'esercito italiano pur restando sotto il comando, caso unico nelle forze armate, di Benito Mussolini e non del ministro della guerra.
- 16 agosto: il cadavere di Giacomo Matteotti è ritrovato nella Macchia della Quartarella, a diciotto km a nord di Roma.
- 17 agosto: a Napoli la repressione della Milizia provoca tre morti e numerosi feriti.

### Settembre
- 5 settembre: Piero Gobetti viene nuovamente percosso in strada da un gruppo di fascisti.
- 12 settembre: il comunista Giovanni Corvi uccide a Roma il deputato e sindacalista fascista Armando Casalini.
- 17 settembre: Luigi Pirandello sollecita[senza fonte], e ottiene, la tessera del PNF. Il disagio del mondo intellettuale per la scelta politica del grande drammaturgo si riflette in alcune riviste del tempo, fra cui Il Mondo.[senza fonte]

### Ottobre
- 4 ottobre: nel congresso del Partito Liberale, tenutosi a Livorno, si impone una linea critica nei confronti del fascismo.
- 22 ottobre: Emilio De Bono, capo della MVSN, lascia tale incarico perché indagato per l'omicidio di Giacomo Matteotti. Sarà sostituito prima da Italo Balbo, poi, a solo un mese di distanza, dal generale Asclepio Gandolfo.
- 25 ottobre: don Luigi Sturzo viene invitato dal Vaticano, su pressioni delle autorità fasciste, a lasciare l'Italia. Si trasferirà pertanto prima a Londra, poi a New York.
- 31 ottobre: a Roma, in pieno giorno, alcuni fascisti uccidono un barista con due colpi di baionetta: nessuno tra i presenti testimonierà contro gli assassini.

### Novembre
- 3 novembre: a Roma e in altre città i fascisti aggrediscono combattenti e mutilati.
- 8 novembre: a Treviso un gruppo di fascisti uccide una ragazza. Giovanni Amendola si fa promotore dell'Unione nazionale di tutte le forze di matrice liberale, democratica e antifascista: lo sostengono uomini politici, professori universitari e intellettuali (Ivanoe Bonomi, Piero Calamandrei, Luigi Einaudi, Luigi Salvatorelli, Corrado Alvaro e altri).
- 15 novembre: Giovanni Giolitti si unisce all'opposizione antifascista. L'uomo politico piemontese condanna i continui attentati perpetrati dal governo nei confronti della libertà di stampa.

### Dicembre
- 8 dicembre: incontro a Roma fra Benito Mussolini e Austen Chamberlain, ministro degli esteri britannico.
- 27 dicembre: Il Mondo pubblica alcuni passi di un memoriale scritto da Cesare Rossi in cui viene messa in evidenza la responsabilità di Mussolini quale mandante dell'uccisione di Giacomo Matteotti.
- 29 dicembre: Antonio Salandra rinuncia a ogni incarico governativo.
- 31 dicembre: a Firenze vengono assalite alcune logge massoniche, la sede del Nuovo giornale e circoli vari di ispirazione antifascista.

## 1925

### Gennaio
- 3 gennaio: Mussolini, in un discorso alla Camera condanna i parlamentari aventiniani come sovversivi e manifesta la possibilità di far leva sui fascisti più intransigenti e facinorosi, se necessario. Ribadisce nel contempo la propria ferma intenzione di schiacciare ogni forma di illegalità, anche se proveniente dai propri sostenitori. In quello stesso giorno si dimettono i ministri fascisti Aldo Oviglio e Alberto De Stefani e quelli liberali Alessandro Casati e Gino Sarocchi. Le dimissioni di Alberto De Stefani verranno però respinte.
- 6 gennaio: nomina dei ministri Alfredo Rocco, Giovanni Giuriati e Pietro Fedele.
- 12 gennaio: un decreto disciplina severamente l'apertura d'ogni circolo, e vieta a ogni dipendente pubblico di far parte di qualsiasi tipo d'associazione; il provvedimento sarà poi esteso ai magistrati, ai docenti universitari e agli appartenenti alle associazioni combattenti.
- 17 gennaio: la Camera approva a larghissima maggioranza una nuova legge elettorale uninominale.

### Febbraio
- 5 febbraio: epurazioni all'interno del PNF di quei fascisti (Edoardo Torre, Gian Battista Rebora e altri) che non intendono condividere posti di potere e privilegi con l'ala ex nazionalista capitanata da Luigi Federzoni.
- 12 febbraio: Roberto Farinacci diviene, per volere di Mussolini, segretario del PNF.
- 18 febbraio: fondazione dell'Istituto Treccani, diretto da Giovanni Gentile.
- 26 febbraio: il ministro Alberto De Stefani propone la riforma, con una serie di decreti-legge le strutture e il funzionamento stesso della Borsa italiana.

### Marzo
- 6 marzo: il regime comincia a soffocare violentemente la giustizia: lo squadrista Augusto Regazzi, reo accertato di numerosi crimini e delitti compiuti a Molinella, viene assolto da un tribunale di Bologna.
- 12 marzo: il più lungo e massiccio sciopero dall'ascesa al potere di Mussolini, proclamato sia dai sindacati metalmeccanici fascisti, sia dalla FIOM comunista, ha termine. Viene infatti raggiunto un accordo, su pressioni di Mussolini, fra gli industriali del settore metalmeccanico e i sindacalisti filo-governativi.

### Aprile
- 3 aprile: Mussolini affida a sé stesso tutti i dicasteri militari.
- 21 aprile: appare sulla stampa il Manifesto degli intellettuali fascisti, elaborato a Bologna subito dopo un congresso. Ideatore del documento è l'uomo politico e filosofo Giovanni Gentile.
- 30 aprile: alla mossa di Gentile Benedetto Croce risponde con il Manifesto degli intellettuali antifascisti.

### Maggio
- 1º maggio: durante un dibattito parlamentare per la presentazione di un progetto di legge che rafforzi il controllo dello Stato sulle associazioni segrete, Antonio Gramsci fa rilevare che non solo su queste si eserciterebbe tale controllo, ma su tutte le associazioni, con effetti lesivi della libertà individuale. Viene istituita l'Opera nazionale del dopolavoro.
- 19 maggio: la legge sulle associazioni segrete viene approvata dalla Camera.
- 25 maggio: istituzione dell'Opera nazionale del dopolavoro.
- 27 maggio: si conclude la serie di incontri tra Gabriele D'Annunzio e Mussolini, che chiede al poeta appoggio politico e intellettuale.

### Giugno
- 19 giugno: viene emanata una legge secondo la quale tutti i funzionari pubblici che agiscano in contrasto con le linee direttrici politiche del governo saranno soggetti a epurazione.
- 21 giugno: si apre il IV congresso del PNF. Mussolini raccomanda a tutti i fascisti d'Italia di metter da parte la violenza e alcuni comportamenti che potrebbero costituire oggetto di critica da parte della società civile italiana.
- 28 giugno: si apre a Roma il V e ultimo congresso (durante il regime fascista) del Partito Popolare.

### Luglio
- 4 luglio: viene lanciata la prima battaglia del grano.
- 18 luglio: la convenzione di Nettuno regola le ultime contestazioni di carattere territoriale fra Italia e Regno dei Serbi, Croati e Sloveni nella regione dalmata.
- 20 luglio: il deputato Giovanni Amendola subisce a Serravalle Pistoiese un'ennesima aggressione da parte di un gruppo di fascisti.
- 30 luglio: Alfredo Rocco firma l'amnistia per i reati a scopo politico.

### Agosto
- 4 agosto: Gaetano Salvemini, tornato in libertà dopo essere stato detenuto perché ritenuto responsabile della pubblicazione di un periodico clandestino, si rifugia in Francia.
- 30 agosto: viene creato il ministero dell'aeronautica, che Benito Mussolini assegna a sé stesso, cumulando in tal modo la nuova carica a quella di ministro della guerra e a quella di ministro della marina, che già detiene da tempo.

### Settembre
- 29 settembre: il prefetto di Torino ordina, su pressioni del PNF, la temporanea sospensione delle pubblicazioni del periodico La Stampa che riprenderanno solo nel mese di novembre.

### Ottobre
- 2 ottobre: la Confindustria riconosce la Confederazione dei sindacati fascisti, come l'unica, autentica rappresentante dei lavoratori italiani. A sua volta la Confederazione dei sindacati fascisti si impegna a trattare unicamente con Confindustria. Tale accordo, firmato a Palazzo Vidoni, segna la definitiva marginalizzazione dei sindacati di ispirazione non fascista.
- 4 ottobre: a Firenze i fascisti uccidono il deputato Gaetano Pilati, l'avvocato Gaetano Consolo (alla presenza della moglie e dei figli) e il massone Giovanni Becciolini.[1]
- 8 ottobre: viene approvata una legge proposta dal governo sugli enti locali che prevede un rafforzamento dei poteri prefettizi. Mediante tale legge viene soppressa la carica di sindaco (elettiva) e sostituita con quella di podestà (attribuita su designazione prefettizia).
- 16 ottobre: ha termine la conferenza di Locarno, grazie alla quale vengono definitivamente sanate le ultime controversie territoriali in Europa e si afferma il principio che i rapporti fra Stati debbano essere gestiti con metodi pacifici e senza il ricorso alla forza.
- 28 ottobre: Mussolini, durante un discorso a Milano, pronuncia la famosa frase "Tutto nello Stato, niente al di fuori dello Stato, nulla contro lo Stato": in pratica fa capire che lo Statuto albertino sarà conservato ma stravolto.

### Novembre
- 1º novembre: viene vietata ogni attività editoriale a Piero Gobetti.
- 4 novembre: fallisce un attentato contro Mussolini, ordito, secondo la magistratura, dal deputato Tito Zaniboni e dal generale Luigi Capello. Entrambi saranno condannati a trent'anni di reclusione. Vengono inoltre chiuse tutte le logge massoniche.
- 8 novembre: viene sospesa la pubblicazione de l'Avanti! e de l'Unità.
- 11 novembre: attivisti del Fascio dei combattenti e dei produttori (partito francese di ispirazione fascista), da poco costituito, sfilano per le vie di Parigi.
- 18 novembre: il parlamento approva il suffragio femminile nell'ambito delle sole elezioni amministrative.
- 28 novembre: Luigi Albertini viene licenziato da direttore del Corriere della Sera, che da questo momento diventerà estremamente filo-mussoliniano.

### Dicembre
- 1º dicembre: al termine dell'istruttoria del processo per l'uccisione di Giacomo Matteotti, i cinque accusati vengono rinviati a giudizio per sequestro di persona e omicidio colposo.
- 10 dicembre: creazione dell'Opera nazionale per la maternità e infanzia (ONMI).
- 24 dicembre: con una legge ad hoc al capo del governo viene attribuita la facoltà di emanare leggi e nominare ministri senza l'obbligo di ratifica da parte del Parlamento. Da questo momento in poi la dicitura Presidente del Consiglio dei ministri viene sostituita con Capo del Governo Primo Ministro Segretario di Stato.

## 1926

### Gennaio
- 3 gennaio: Mussolini esegue un repulisti generale all'interno del PNF.
- 7 gennaio: viene costituita, mediante decreto-legge, l'Accademia d'Italia.
- 16 gennaio: i deputati popolari e democratico-sociali decidono di rientrare nella Camera dei deputati abbandonando le precedenti posizioni "aventiniane" per commemorare la regina Margherita di Savoia, recentemente scomparsa. Non viene loro permesso neppure di prendere la parola: dopo essere stati insultati vengono infatti espulsi dall'aula dai parlamentari fascisti.
- 17 gennaio: Mussolini dichiara che gli aventiniani possono essere riammessi a Montecitorio solo se si sottomettono incondizionatamente al regime.
- 23 gennaio: si apre a Lione il terzo congresso del Partito Comunista, convocato in Francia per ragioni di sicurezza. Vi partecipano, fra gli altri, Palmiro Togliatti e Antonio Gramsci. Quest'ultimo riesce a far approvare una propria mozione secondo la quale il fascismo rappresenta l'espressione più reazionaria tra le forze reazionarie legate alla società capitalista.
- 27 gennaio: a Londra Italia e Gran Bretagna firmano un accordo economico: il governo inglese, creditore di 600 milioni di sterline nei confronti di Roma, li riduce a 200 e consente di rateizzarli fino al 1988.

### Febbraio
- 16 febbraio: muore a Parigi Piero Gobetti, non più ripresosi dopo la selvaggia aggressione subita da parte di un gruppo di fascisti il giorno 5 settembre 1924.
- 19 febbraio: viene decisa l'imposta personale e progressiva sul celibato.
- 27 febbraio: vengono arrestati in Sicilia, nel paese di Gangi, circa un centinaio di mafiosi. Salgono a oltre duemila gli arrestati legati alle cosche mafiose locali da quando il prefetto Cesare Mori ha scatenato una lotta senza quartiere contro la criminalità organizzata dell'isola.

### Marzo
- 16 marzo: inizia a Chieti il processo per l'omicidio di Giacomo Matteotti. Il celebre gerarca Roberto Farinacci assume gratuitamente la difesa di Amerigo Dumini, capo della banda che quasi due anni prima aveva assassinato il deputato socialista. Il processo si concluderà otto giorni più tardi con due assoluzioni e tre condanne lievi (6 anni di reclusione, di cui quattro successivamente condonati).
- 30 marzo: Roberto Farinacci si dimette da segretario del PNF e viene sostituito da Augusto Turati. La difesa di Amerigo Dumini nel processo per il delitto Matteotti (vista sfavorevolmente dall'opinione pubblica e da molte personalità politiche anche legate al governo) e il clamore da essa suscitato, sembra siano all'origine delle dimissioni del gerarca, sollecitate dallo stesso Mussolini.

### Aprile
- 3 aprile: poco dopo la proclamazione della nascita dell'Opera Nazionale Balilla, entra in vigore una legge che regola i rapporti fra lo Stato e le Confederazioni Sindacati. Fra queste ultime ne vengono riconosciute ufficialmente solo due: la prima riunisce i datori di lavoro e la seconda i lavoratori. Entrambe ruotano nell'orbita del PNF e sono guidate da dirigenti di provata fede fascista.
- 7 aprile: Mussolini viene lievemente ferito a Roma in un attentato: autrice del temerario gesto è un'irlandese, Violet Gibson. Per ripicca, i fascisti devastano le sedi romane dei giornali Il Mondo e La Voce.
- 19 aprile: accordo italo-britannico che regola i rapporti fra le due potenze in Etiopia. All'Italia viene riconosciuto il diritto di costruire una ferrovia in territorio etiopico. A nulla valgono le proteste del paese africano presso la Società delle Nazioni.

### Maggio
- 3 maggio: vengono creati il Ministero delle Corporazioni e il Consiglio nazionale delle Corporazioni.
- 19 maggio: nasce l'AGIP.

### Giugno
- 22 giugno: viene creato l'Istituto nazionale per la pubblicazione integrale dell'opera di Gabriele D'Annunzio.

### Luglio
- 1º luglio: l'Oltregiuba è incorporato alla Somalia italiana.
- 2 luglio: istituzione del ministero delle Corporazioni, assunto personalmente da Mussolini.

### Agosto
- 18 agosto: in un discorso tenuto a Pesaro Mussolini dichiara la sua ferma intenzione di difendere la stabilità della lira.
- 20 agosto: il Parlamento ratifica una misura, adottata da Mussolini il mese precedente, che blocca temporaneamente tutti i concorsi e le assunzioni ministeriali. La misura era stata presa dal capo del governo per ridurre la spesa pubblica in un momento economicamente difficile per il paese.

### Settembre
- 3 settembre: abolizione dei Consigli comunali in tutti i Comuni. Ai sindaci democraticamente eletti vengono sostituiti i podestà nominati dal PNF.
- 7 settembre: vengono definitivamente delineate le funzioni della Banca d'Italia cui spetta il controllo sull'intero sistema bancario italiano e sulla fusione e costituzione di nuovi Istituti.
- 11 settembre: un anarchico, Gino Lucetti, tenta di uccidere Benito Mussolini. L'attentatore non riesce né a uccidere né a ferire il capo del governo.
- 30 settembre: incontro, a Livorno, fra Benito Mussolini e Austen Chamberlain.

### Ottobre
- 12 ottobre: Mussolini si autonomina comandante della Milizia volontaria per la sicurezza nazionale.
- 31 ottobre: il Duce è per la quarta volta vittima di un attentato da cui esce illeso. L'attentatore, l'anarchico Anteo Zamboni, che spara al capo del governo a Bologna, mentre si dirige in automobile alla stazione centrale, viene ucciso sul posto dai fascisti. Nei giorni successivi gruppi di facinorosi compiranno atti di "rappresaglia" a Genova (saccheggio e atti di vandalismo nella sede del periodico socialista Il lavoro), Napoli (devastazione della residenza di Benedetto Croce) e in alcune città del Veneto (contro le organizzazioni e i circoli cattolici).

### Novembre
- 5 novembre: il Consiglio dei ministri decide gravi provvedimenti autoritari: l'immediato scioglimento dei partiti e sodalizi antifascisti; la soppressione di tutti i giornali non ligi al regime; l'istituzione del confino per gli oppositori; l'organizzazione di una polizia politica alle dipendenze della Milizia; l'annullamento di tutti i passaporti per l'estero e severe sanzioni contro i tentativi di espatrio clandestino.
- 8 novembre: arresto di Antonio Gramsci. Il deputato antifascista, dopo alcuni giorni passati nel carcere di Regina Coeli, verrà confinato nell'isola di Ustica.
- 9 novembre: tutti i deputati non appartenenti al PNF e ai partiti a esso alleati vengono esonerati dalle proprie funzioni e dichiarati non più eleggibili.
- 20 novembre: Giuseppe Saragat, Claudio Treves e, due giorni più tardi, Pietro Nenni, abbandonano l'Italia. Il primo si rifugia a Vienna, mentre Treves e Nenni a Parigi.
- 25 novembre: entra in vigore la legge eccezionale "per la difesa dello Stato", con effetto retroattivo: istituisce il Tribunale Speciale e fissa gravi pene, compresa quella di morte, per le attività contro il fascismo. Da questo momento qualsiasi forma di opposizione al regime è considerata "delitto contro lo Stato" e duramente punita.
- 27 novembre: viene firmato a Tirana un accordo fra Italia e Albania che sancisce una sorta di protettorato italiano sul piccolo paese balcanico.
- 30 novembre: l'Agenzia Stefani dichiara che 522 persone sono state inviate al confino per aver svolto attività antifascista.

### Dicembre
- 12 dicembre: Filippo Turati fugge dall'Italia.
- 30 dicembre: il fascio littorio diventa emblema ufficiale dello Stato italiano.
- 31 dicembre: una circolare di Mussolini ordina ai ministri che, negli atti ufficiali, alla data del calendario venga aggiunto l'annuale dell'"Era fascista": ad esempio prossimo anno si deve scrivere 1927 V E.F.

## 1927

### Gennaio
- 4 gennaio: creazione di un Tribunale speciale per la difesa dello Stato che entrerà in funzione nel mese successivo. Viene sciolta la Confederazione generale del lavoro.
- 6 gennaio: viene approvato un decreto-legge che sancisce che tutti gli impiegati pubblici che esprimano il proprio dissenso nei confronti del regime, anche verbalmente, saranno passibili di licenziamento.
- 9 gennaio: scioglimento di tutte le organizzazioni giovanili non fasciste per farle confluire nei Balilla, con l'eccezione di alcune di ispirazione cattolica (fra cui l'Associazione degli esploratori cattolici che vide sciolti solo i riparti presenti nelle località al di sotto dei ventimila abitanti non capoluoghi di provincia, ma nel 1928 ciò accadde in tutti i restanti centri. Dopo lo scioglimento alcuni gruppi di ragazzi continuarono a riunirsi e fare attività in segreto. Alcuni di questi scout clandestini presero parte alla Resistenza tra cui le Aquile Randage).
- 15 gennaio: Mussolini incontra a Roma Winston Churchill che, tornato in Inghilterra, avrà per il capo del governo italiano parole di profonda stima. Le posizioni dello statista inglese verranno considerate, da taluni, filofasciste, e saranno oggetto di condanna da parte del Partito Laburista britannico.

### Febbraio
- 1º febbraio: i due muratori romani che avevano deplorato pubblicamente il fallimento dell'attentato a Mussolini vengono condannati a 9 anni di carcere: sono le prime due vittime del Tribunale Speciale.
- 6 febbraio: un regio decreto stabilisce che sono passibili di licenziamento quegli impiegati statali che non approvano l'operato del regime.
- 13 febbraio: per scoraggiare il celibato viene istituita un'imposta speciale al cui pagamento sono soggetti tutti i contribuenti di sesso maschile non coniugati di età compresa fra i venticinque e i sessantacinque anni.
- 25 febbraio: Mussolini presenta il disegno di legge per la regolazione dell'istituto Luce per la propaganda e la cultura cinematografica.

### Marzo
- 8 marzo: il riconoscimento dell'annessione della Bessarabia da parte della Romania, voluto da Mussolini, raffredderà per alcuni anni i rapporti fra Italia e URSS, anch'essa interessata a incorporare nello Stato sovietico tale territorio.
- 12 marzo: prime condanne emesse dal Tribunale Speciale contro esponenti politici: 28 dirigenti comunisti condannati ricevono pene di svariati anni di reclusione.
- 19 marzo: arresto di Alcide De Gasperi a Firenze. Rinchiuso nel carcere di Regina Coeli, verrà rimesso in libertà, dopo circa un anno e mezzo di detenzione, grazie all'intervento del Sommo pontefice.

### Aprile
- 21 aprile: il Gran Consiglio del Fascismo approva la carta del lavoro, con la quale prende definitivamente forma l'ordinamento corporativo dello Stato italiano. Tutti i conflitti fra lavoratori e datori di lavoro dovranno essere sottoposti alla Magistratura del lavoro. Lo sciopero e la serrata sono proibiti. Le forze economiche dovranno agire sempre in conformità al supremo interesse nazionale.

### Maggio
- 5 maggio: il Consiglio dei ministri delibera la riduzione della indennità di carovita agli impiegati statali.
- 7 maggio: a tutti gli impiegati pubblici viene decurtato lo stipendio in ragione del 10%. Tale misura è presa per contenere la spesa pubblica.
- 24 maggio: i sindacati fascisti chiedono e ottengono che anche agli operai sia ridotto il salario del 10%.
- 26 maggio: in un intervento presso la Camera dei deputati (conosciuto come Discorso dell'Ascensione), Mussolini pronuncia la celebre frase che sintetizza il proprio pensiero e le linee direttrici della propria azione politica: «Tutto nello Stato, niente contro lo Stato, nulla al di fuori dello Stato».
- 29 maggio: Vittorio Emanuele III, nel corso di una sua visita a Bologna, si reca nella casa del fascio del capoluogo emiliano per rendere omaggio ai caduti della "rivoluzione fascista".

### Giugno
- 23 giugno: mediante decreto, convertito successivamente in legge, il governo concede importanti agevolazioni fiscali alle società nate da fusioni.

### Luglio
- 14 luglio: la Magistratura del lavoro dirime la sua prima controversia.

### Agosto
- 23 agosto: a seguito dell'esecuzione degli anarchici Sacco e Vanzetti, avvenuta nella città di Boston, il PNF tollera alcune manifestazioni spontanee di protesta che si svolgono a Milano e in altre città italiane. Da più parti viene rilevata la passività del capo del governo nei confronti delle autorità americane per evitare la morte dei due innocenti nonostante le assicurazioni in senso contrario fornite a suo tempo da Mussolini in persona al padre di Nicola Sacco.

### Settembre
- 1º settembre: con la nomina dei nuovi prefetti, si procede energicamente alla fascistizzazione della pubblica amministrazione.
- 14 settembre: il gerarca Ettore Muti viene ferito in modo grave, ma non mortale, in un attentato compiuto da un iscritto al Partito Comunista.

### Ottobre
- 3 ottobre: su istruzioni del PNF la Confederazione dei lavoratori e le organizzazioni di categoria impresariali procedono a un'ennesima riduzione salariale nella misura del 10%.

### Novembre
- 22 novembre: trattato italo-albanese in cui, oltre a venir ribadita la validità dei patti stipulati fra i due paesi il 27 novembre 1926, vengono conferite all'Italia funzioni di controllo sulla politica economica e finanziaria dell'Albania. Quest'ultima finisce col divenire un vero e proprio Stato satellite dell'Italia.

### Dicembre
- 21 dicembre: la Banca d'Italia fissa definitivamente i cambi con la sterlina (1 sterlina = 92 lire, la celebre quota 90) e con il dollaro (1 dollaro = 19 lire).
- 24 dicembre: creazione di un Patronato nazionale per l'assistenza sociale, ente che avrà funzioni di coordinamento e controllo in campo previdenziale su tutto il territorio nazionale.
- 31 dicembre: bilancio di attività del Tribunale Speciale nel corso dell'anno: 219 antifascisti condannati complessivamente a 1 371 anni di carcere.

## 1928

### Gennaio
- 1º gennaio: viene rilevato dalle autorità austriache un contrabbando d'armi fra l'Italia e l'Ungheria. Il governo italiano, sospettato di aver preso parte a tale forma illegale di commercio, si dichiara totalmente estraneo a quanto imputatogli.
- 6 gennaio: in tutta Italia viene istituita la "Befana fascista".
- 24 gennaio: il ministro degli esteri rumeno Nicola Titulescu si incontra a Roma con Benito Mussolini.

### Febbraio
- 7 febbraio: il Gran consiglio del fascismo si converte da organo del PNF in organo dello Stato italiano. A seguito delle sevizie subite dai fascisti, muore a Perugia il deputato comunista Gastone Sozzi.

### Marzo
- 16 marzo: la Camera approva (senza discussione e con soli 15 voti contrari) la nuova legge elettorale che prevede l'accettazione o il rigetto in blocco di una lista unica compilata dal Gran Consiglio del fascismo.
- 29 marzo: per poter essere assunto, ogni lavoratore dovrà essere previamente iscritto in un apposito elenco tenuto dall'ufficio di collocamento del territorio di residenza. Per legge gli iscritti al Partito Fascista hanno la precedenza nelle liste di collocamento al lavoro.

### Aprile
- 12 aprile: Vittorio Emanuele III sfugge miracolosamente a un attentato i cui responsabili non verranno mai identificati. L'atto criminale, avvenuto a Milano e concretatosi con l'esplosione di un ordigno, causa la morte di venti cittadini innocenti oltre a svariati feriti.

### Maggio
- 12 maggio: il Senato approva con 161 voti contro 46 la nuova legge elettorale fascista.
- 17 maggio: creazione dell'ANAS.
- 28 maggio: si apre a Roma il processo contro Antonio Gramsci, Mauro Scoccimarro, Umberto Terracini e altri rappresentanti del Partito Comunista.
- 30 maggio: viene stipulato un trattato di amicizia fra Italia e Turchia in funzione anti-jugoslava.

### Giugno
- 4 giugno: si conclude a Roma il processo contro alti dirigenti del Partito Comunista apertosi il 28 maggio. A Umberto Terracini vengono inflitti 22 anni e 9 mesi di prigione, mentre ad Antonio Gramsci e Mauro Scoccimarro 20 anni e quattro mesi. Altri 15 imputati, fra cui Giovanni Roveda, vengono condannati a pene comprese fra i 20 anni e 4 mesi e i 15 anni.
- 14 giugno: viene emanata una legge che prevede notevoli sgravi fiscali alle famiglie numerose. Vengono considerati tali i nuclei familiari comprendenti almeno sette figli, nel caso in cui il capofamiglia lavori nel settore pubblico, o dieci figli, se il capofamiglia esercita la propria attività lavorativa in ambito privato.

### Luglio
- 25 luglio: l'Italia viene invitata a prender parte all'amministrazione della città di Tangeri, sollecitata a varie riprese da Benito Mussolini fin dal 1923. Il Consiglio dei ministri approva l'abolizione dei Consigli provinciali: da questo momento i membri dell'amministrazione provinciale verranno nominati direttamente dal governo.

### Agosto
- 2 agosto: l'Italia e l'Etiopia firmano una convenzione che prevede la costruzione di una strada che congiunga Assab, in Eritrea, con la città etiope di Dessiè.

### Settembre
- 11 settembre: Mussolini nomina Pietro Badoglio governatore della Libia riconfermandolo, nel contempo, capo di stato maggiore generale.
- 23 settembre: firma di un trattato di amicizia fra Italia e Grecia, che l'opinione pubblica nazionale e internazionale considera sottoscritto in funzione anti-jugoslava.

### Ottobre
- 17 ottobre: il comunista Michele Della Maggiora, accusato di strage per aver ucciso due fascisti, viene condannato a morte e giustiziato il giorno successivo. È questa la prima condanna capitale decretata dal Tribunale Speciale.

### Novembre
- 27 novembre: la Confederazione nazionale dei sindacati fascisti viene smembrata in sei confederazioni minori, cui corrispondono altrettanti raggruppamenti padronali (industria, agricoltura, commercio, trasporti e navigazione, banca, lavoratori del mare e dell'aria, professionisti e artisti). Vengono inoltre ribaditi i poteri di controllo del Ministero delle corporazioni su tutte le attività sindacali.

### Dicembre
- 1º dicembre: vengono regolate mediante legge la libertà di domicilio e di spostamento dal proprio luogo di residenza.
- 8 dicembre: ultima seduta della Camera eletta nel 1924: vengono approvate la legge che istituzionalizza il Gran Consiglio del fascismo e quella che autorizza il governo a emanare provvedimenti per attuare la Carta del lavoro.
- 17 dicembre: per la prima volta il Sommo Pontefice riconosce che sono state avviate da tempo trattative fra lo Stato italiano e la Santa Sede per il riconoscimento di quest'ultima e che a breve verrà stipulato un concordato.
- 24 dicembre: bonifica delle paludi pontine.
- 31 dicembre: bilancio di attività del Tribunale Speciale nel corso dell'anno: 636 antifascisti condannati complessivamente a 3 404 anni di reclusione. Una condanna a morte (eseguita).

## 1929

### Gennaio
- 18 gennaio: approvazione di un nuovo codice stradale in sostituzione del precedente, giudicato incompleto e anacronistico. Al suo interno sono contenute alcune disposizioni riguardanti la circolazione pedonale.
- 27 gennaio: la Jugoslavia propone all'Italia un trattato di amicizia, ma Mussolini rifiuta.

### Febbraio
- 1º febbraio: i maestri di scuola dovranno prestare, prima di ricoprire qualsiasi incarico, giuramento di fedeltà al fascismo.
- 11 febbraio: firma dei patti lateranensi e riconciliazione definitiva fra lo Stato italiano e la Chiesa cattolica. La questione romana viene risolta con la nascita della Città del Vaticano, organismo statuale il cui territorio si estende nel cuore stesso di Roma.

### Marzo
- 13 marzo: tramite le proprie organizzazioni (con alla testa l'Azione cattolica) e la stampa di ispirazione cattolica (Civiltà cattolica) la Santa Sede invita tutti i credenti a sostenere, con il proprio voto, le forze che nella Camera dei deputati sono favorevoli ai Patti lateranensi. Molti antifascisti interpretano tale esortazione come un appoggio fornito al regime da parte della chiesa cattolica quale contropartita ai recenti accordi stipulati con lo Stato italiano.
- 24 marzo: elezioni politiche in Italia. Plebiscito fascista per la nomina dei nuovi deputati. Risultati: 8 506 576 Sì (98,33%) e 136 198 No.

### Aprile
- 2 aprile: incontro a Firenze fra Mussolini e Chamberlain. Nel comunicato congiunto firmato subito dopo l'abboccamento, vengono ribaditi i legami di amicizia esistenti fra l'Italia la Gran Bretagna.
- 20 aprile: con un proclama ufficiale Vittorio Emanuele III si compiace dei risultati elettorali e del "nuovo ordine fascista".

### Maggio
- 10 maggio: i patti lateranensi vengono approvati con schiacciante maggioranza alla Camera dei deputati.
- 23 maggio: anche il Senato approva i Patti lateranensi con ampia maggioranza. Fra i pochi voti contrari si segnala quello di Benedetto Croce.

### Giugno
- 13 giugno: viene prolungato ancora per un anno il divieto di nuove assunzioni per i pubblici impieghi.

### Luglio
- 23 luglio: viene imposto l'obbligo, per l'Alto Adige, di usare esclusivamente la lingua italiana per tutti gli avvisi pubblici e commerciali (comprese le insegne dei negozi e i manifesti pubblicitari).
- 27 luglio: Emilio Lussu e Carlo Rosselli lasciano clandestinamente Lipari, dove erano stati confinati e si rifugiano prima in Tunisia, poi a Parigi.

### Agosto
- 24 agosto: Carlo Rosselli, da poco arrivato a Parigi dalla Tunisia, fonda il movimento politico Giustizia e libertà.

### Settembre
- 12 settembre: Mussolini, titolare di ben otto dicasteri, ne cede sette per conservare solo quello dell'interno. Fra i nuovi ministri titolari vi sono Dino Grandi (esteri), Italo Balbo (aeronautica) e Giuseppe Bottai (corporazioni).
- 16 settembre: Mussolini durante un discorso, esprime amicizia verso gli Stati Uniti e di voler rendere grande questa nazione.
- 25 settembre: viene impedita, su ordine di Mussolini, la diffusione del romanzo Addio alle armi di Ernest Hemingway: ciò avviene per il giudizio poco lusinghiero che lo scrittore dà riguardo alla prima guerra mondiale.
- 27 settembre: Cesare Rossi, autore di un memoriale in cui venivano messe in evidenza le responsabilità di Mussolini nel delitto Matteotti, è condannato a trent'anni di carcere.

### Ottobre
- 17 ottobre: Vladimir Gortan, antifascista croato responsabile di aver organizzato delle spedizioni punitive contro alcuni slavi istriani che, con la propria partecipazione al voto, avevano mostrato acquiescenza nei confronti del regime fascista, viene giustiziato nelle vicinanze di Pola.
- 28 ottobre: inaugurazione ufficiale, a Roma, dell'Accademia d'Italia. Fra gli accademici spiccano i nomi di Pietro Mascagni, Luigi Pirandello ed Enrico Fermi. Benedetto Croce, invitato a accettare tale prestigioso titolo, oppone un cortese ma netto rifiuto.

### Novembre
- 30 novembre: Sandro Pertini viene condannato a undici anni di carcere per aver calunniato il regime e aver svolto, all'estero, attività di propaganda contro il fascismo.

### Dicembre
- 5 dicembre: incontro fra Pio XI e Vittorio Emanuele III, che pone definitivamente termine a una crisi, fra lo Stato italiano e la chiesa cattolica, durata quasi sessant'anni.
- 19 dicembre: riforma del Gran Consiglio del fascismo, che perde quelle funzioni di centralità, nella vita politica italiana, che aveva avuto fino ad allora.
- 31 dicembre: bilancio di attività del Tribunale Speciale nel corso dell'anno: 159 antifascisti condannati complessivamente a 930 anni di reclusione. Una condanna a morte (eseguita).

## 1930

### Gennaio
- 8 gennaio: il governo concede un'amnistia, che però non riguarda i reati politici.
- 10 gennaio: il Partito Comunista delibera di ricostituire in Italia una propria direzione politica. Tale decisione viene presa con i voti di Palmiro Togliatti, Luigi Longo, Pietro Secchia e Camilla Ravera.

### Febbraio
- 6 febbraio: viene avviata in Alto Adige una forte campagna politica di "italianizzazione" che mira a sconquassare l'identità etnico-culturale della zona.
- 7 febbraio: Pio XI concede un'udienza solenne ad Augusto Turati, all'epoca segretario del PNF.

### Marzo
- 1º marzo: il generale Rodolfo Graziani viene inviato in Cirenaica per soffocare i movimenti di resistenza anti-italiani che da tempo, con attentati e sabotaggi, turbano la colonia.
- 1º marzo: Amadeo Bordiga, accusato di trotskismo, viene espulso dal Partito Comunista.
- 28 marzo: una disposizione del PNF, poi convertita in legge, stabilisce che tutti i rettori delle università italiane e tutti i presidi delle scuole medie e superiori, per poter ricoprire i rispettivi incarichi, devono essere iscritti al Partito Nazionale Fascista da almeno cinque anni.

### Aprile
- 10 aprile: per interessamento di Vito Mussolini, figlio di Arnaldo, viene aperta a Milano la Scuola di mistica fascista con la finalità di propagare la nuova concezione fascista dello Stato in Italia e all'estero.
- 22 aprile: Mussolini inaugura il Consiglio Nazionale delle Corporazioni.
- 24 aprile: Galeazzo Ciano si sposa con Edda Mussolini. Tale unione assicura a Ciano una posizione di grande prestigio nell'ambito delle gerarchie fasciste del tempo.

### Maggio
- 22 maggio: in un discorso tenuto a Milano, Mussolini richiede alla comunità internazionale la revisione dei trattati di pace concordati a seguito della prima guerra mondiale.

### Luglio
- 1º luglio: viene fondata Alleanza Nazionale per la Libertà, movimento antifascista di destra.
- 26 luglio: a coronamento dell'azione governativa iniziata il 6 febbraio, in Alto Adige viene imposto l'italiano come unica lingua autorizzata: tutti i nomi di persone, città ed entità geografiche vengono tradotti, spesso in maniera artificiosa.

### Agosto
- 2 agosto: Mussolini invita Dino Grandi a prendere contatti economici con l'URSS. Un trattato di cooperazione commerciale sarà effettivamente firmato il 24 novembre.

### Settembre
- 6 settembre: vengono fucilati quattro antifascisti sloveni condannati a morte dal Tribunale Speciale.
- 24 settembre: Augusto Turati si dimette da segretario del PNF, viene sostituito da Giovanni Giuriati.

### Ottobre
- 11 ottobre: Ernesto Belloni ex podestà di Milano è espulso dal partito per massiccia corruzione.
- 29 ottobre: il nuovo segretario del partito Giovanni Giuriati dà avvio a una campagna per espellere dal partito gli opportunisti e i corrotti.

### Novembre
- 24 novembre: su iniziativa di Mussolini viene firmato un trattato di cooperazione commerciale con l'URSS: per l'Italia firma Dino Grandi.

### Dicembre
- 31 dicembre: bilancio di attività del Tribunale speciale nel corso dell'anno: 199 antifascisti condannati complessivamente a 962 anni di reclusione, un ergastolo e 4 condanne a morte (eseguite).

## 1931

### Gennaio
- 5 gennaio: Mussolini invia al governo degli Stati Uniti un videomessaggio in cui si dimostra interessato a trovare un accordo pacifico con gli USA.
- 20 gennaio: occupazione italiana di Cufra; alla città sarà riservato un trattamento estremamente crudele: 17 capi senussiti impiccati, 35 indigeni evirati e lasciati morire dissanguati, 50 donne stuprate, 50 fucilazioni e 40 esecuzioni con armi improprie (accette, baionette, sciabole).

### Febbraio
- 20 febbraio: il Credito Italiano stipula con il governo una convenzione in base alla quale ottiene dalla Banca d'Italia un mutuo di 330 milioni di lire per far fronte alla situazione di forte esposizione nei confronti delle industrie a cui aveva concesso crediti divenuti inesigibili a causa della crisi economica mondiale. Nel corso dell'anno, a causa della non felice situazione economica italiana, saranno necessari altri interventi statali per il salvataggio dell'istituto di credito.

### Marzo
- 1º marzo: grazie alla mediazione britannica, Italia e Francia raggiungono un accordo di massima sulla questione degli armamenti navali: Roma adotterà il criterio di regolare il tonnellaggio della propria flotta sulla base di quello annualmente proposto da Parigi.
- 3 marzo: le iscrizioni al partito sono sospese fino all'ottobre del 1932.

### Aprile
- 3 aprile: catturato a Torino Pietro Secchia.
- 9 aprile: con un'apposita legge viene istituito il Commissariato per le migrazioni e la colonizzazione interna: suo scopo è provvedere "alla razionale distribuzione della manodopera disponibile al fine di ottenerne il più conveniente impiego" su tutto il territorio nazionale.
- 21 aprile: si tiene il censimento della popolazione, che ammonta a 41 176 671 unità (nel 1921 erano 37 973 977); la crescita, seppur evidente, è inferiore a quella sperata dai propagandisti di regime.

### Maggio
- 14 maggio: Arturo Toscanini, inviato a Bologna per dirigere un concerto, si rifiuta di eseguire Giovinezza e la Marcia reale e viene per questo aggredito da alcuni fascisti: dopo questo episodio egli, pur essendo stato simpatizzante dell'esecutivo mussoliniano, decide di emigrare negli Stati Uniti (tornerà in Italia solo nel 1946).
- 15 maggio: nell'enciclica Quadragesimo Anno sulla crisi economica il Papa propone delle vie economiche alternative al liberalcapitalismo che in seguito verranno recepite anche dal fascismo. È ribadita la condanna delle idee comuniste.
- 29 maggio: viene fucilato Michele Schirru, anarchico sardo emigrato in America ma tornato in Italia con l'intenzione di uccidere il Duce: era stato catturato in circostanze fortuite il 3 febbraio.

### Giugno
- 18 giugno: viene emanata una legge sul cinema: lo Stato decide di intervenire a sostegno dell'industria cinematografica con cospicue sovvenzioni.
- 29 giugno: il Papa emana l'enciclica Non abbiamo bisogno, che chiarisce la posizione della Chiesa nei confronti del Regime e contribuisce a stemperare le tensioni tra i cattolici e i fascisti.

### Luglio
- 1º luglio: entra in vigore il Codice Rocco.
- 9 luglio: l'iscrizione al PNF viene dichiarata incompatibile con quella dell'Azione Cattolica.

### Agosto
- 28 agosto: è imposto il giuramento di fedeltà al fascismo ai professori universitari.

### Settembre
- 2 settembre: viene stabilito un accordo tra il regime e la Chiesa cattolica: la disposizione del 9 luglio sull'incompatibilità tra fascismo e Azione Cattolica viene abrogata.
- 16 settembre: a seguito di un processo sommario viene impiccato Omar al-Mukhtar, rivoluzionario senussita.

### Ottobre
- 25 ottobre: a Napoli Mussolini torna a parlare di revisione dei trattati di pace: a suo avviso, non è ammissibile che alcune nazioni "armatissime" vogliano che altre restino "inermi".
- 31 ottobre: Banca Commerciale, governo e Banca d'Italia firmano la "convenzione di Roma"; in base a essa, la Commerciale trasferisce alla SOFINDIT (Società Finanziaria Industriale Italiana) i pacchetti azionari e i crediti nei confronti delle industrie (ora inesigibili a causa della generale crisi economica) e lo Stato garantisce la copertura finanziaria dell'operazione. L'accordo, tenuto segreto per evitare il sorgere di malumori popolari, non raggiunge lo scopo di un risanamento dell'istituto e saranno necessari successivi interventi.

### Novembre
- 7 novembre: hanno inizio i lavori di bonifica dell'Agro Pontino.
- 9 novembre: Nell'ambito della crisi economica mondiale viene costituito l'Istituto Mobiliare Italiano.
- 29 novembre: Arnaldo Mussolini, fratello del Duce, inaugura a Milano la "Scuola di mistica fascista".

### Dicembre
- 7 dicembre: Achille Starace sostituisce Giovanni Giuriati alla segreteria del PNF.
- 31 dicembre: bilancio di attività del Tribunale Speciale nel corso dell'anno: 519 antifascisti condannati complessivamente a 2 061 anni di reclusione, 1 condanna a morte (eseguita).

## 1932

### Gennaio
- Nel corso del mese è smantellata l'organizzazione antifascista Giustizia e Libertà.

### Febbraio
- 2 febbraio: inizia la Conferenza di Ginevra sul disarmo, che non otterrà nulla di concreto a causa dei contrasti tra la Francia e la Germania.
- 11 febbraio: per i suoi meriti politici Mussolini riceve dal Papa l'ordine vaticano dello "Speron d'oro".

### Marzo
- 18 marzo: in un discorso al Senato, Mussolini anticipa le principali disposizioni che verranno contenute nel prossimo piano regolatore della Capitale: l'intensa attività di costruzione d'infrastrutture inaugurerà il nuovo corso della "Roma imperiale".

### Aprile
- 9 aprile: è messa in vendita la Balilla, definita da Mussolini un passo avanti verso l'auto del popolo.

### Maggio
- 25 maggio: Italia e Turchia rinnovano il patto di amicizia firmato nel maggio del 1928.

### Giugno
- 16 giugno: il governo emana una legge sui consorzi obbligatori: essa stabilisce che l'impresa detenente almeno il 70% della produzione di un settore può chiedere l'intervento dello Stato per imporre una disciplina generale nell'intero ramo.
- 17 giugno: gli antifascisti Angelo Sbardellotto e Domenico Bovone vengono fucilati.

### Luglio
- 9 luglio: Conferenza di Losanna
- 20 luglio: Mussolini licenzia Grandi e assume su di sé il ministero degli Esteri.

### Agosto
- 7 agosto: il governo impone alla Stampa il cambio del direttore: Alfredo Signoretti succede ad Augusto Turati.
- 27 agosto: su sollecitazione del direttore generale per gli affari d'Europa e del Levante del ministero degli Esteri Raffaele Guariglia, Mussolini traccia le prime linee di una possibile espansione coloniale italiana in Africa Orientale.

### Ottobre
- 25 ottobre: Mussolini pronuncia un discorso aggressivo a Milano, in cui tra le altre cose afferma che entro un decennio "l'Europa sarà fascista o fascistizzata!".
- 27 ottobre: viene inaugurata a Roma la Mostra della rivoluzione fascista.
- 28 ottobre: apre i battenti nella Capitale la "via dell'Impero": essa è il risultato dei lavori di sbancamento, isolamento e risistemazione edilizia della zona dei Fori Imperiali.
- 30 ottobre: l'ex segretario Augusto Turati viene sospeso dal PNF perché sospettato di aver criticato il regime in una missiva privata.

### Novembre
- 4 novembre: è concessa un'amnistia generale, vengono liberati 22 173 detenuti, di cui 639 politici, e revocati 595 confini.
- 12 novembre: il Gran consiglio approva il nuovo statuto del PNF; l'articolo 1 recita: "Il Partito Nazionale Fascista è una milizia civile al servizio dello Stato fascista".
- 28 novembre: Guido Cristini si dimette dalla carica di presidente del Tribunale Speciale e viene sostituito da Antonino Tringali Casanova.
- 29 novembre: il ministro delle colonie Emilio De Bono invia al ministro della guerra Piero Gazzera e al capo di stato maggiore Pietro Badoglio lo schema operativo di un attacco militare in Africa Orientale basato sulla Memoria per un'azione offensiva contro l'Etiopia elaborato dal comandante militare in Eritrea Luigi Cubeddu.

### Dicembre
- 18 dicembre: è inaugurata Littoria.
- 31 dicembre: bilancio di attività del Tribunale Speciale nel corso dell'anno: 213 antifascisti condannati complessivamente a 1 449 anni di reclusione. 2 condanne a morte (eseguite).

## 1933

### Gennaio
- 23 gennaio: viene costituito l'IRI, affidato all'ex socialista Alberto Beneduce.

### Febbraio
- 2 febbraio: la conferenza per il disarmo si riunisce a Ginevra; l'Italia aderirà al piano del premier inglese Ramsay MacDonald che prevede una consistente riduzione delle forze terrestri e aeree, sulla base di precisi parametri, per le quattro principali nazioni europee (Gran Bretagna, Francia, Italia e Germania).
- 18 gennaio: Winston Churchill parlando alla conferenza anti-comunista elogia il modello italiano e la persona di Mussolini.

### Marzo
- 1º marzo: vengono fondati l'INPS e l'INAIL.
- 16 marzo: viene stabilito l'orario di lavoro di 8 ore giornaliere.

### Aprile
- 24 aprile: il Duce incontra il rabbino Angelo Sacerdoti, capo della comunità ebraica italiana, e gli esprime il suo cordoglio per la sorte dei semiti tedeschi sotto il nuovo governo Hitler.

### Maggio
- 4 maggio: Leandro Arpinati, segretario del CONI, è espulso dal partito per contrasti con Starace.
- 27 maggio: l'iscrizione al PNF è dichiarato requisito fondamentale per il concorso a pubblici uffici.

### Giugno
- 7 giugno: è siglato il Patto a quattro tra Italia, Germania, Francia e Inghilterra.
- 15 giugno: viene istituito l'Ente Radio Rurale. Nello stesso giorno l'Italia decide di non pagare l'intera rata dovuta agli Stati Uniti ma di versare nelle casse di Washington solo un contributo simbolico.
- 24 giugno: è fondato l'Istituto dell'Enciclopedia Italiana.

### Luglio
- 1º luglio: volo di Italo Balbo.
- 22 luglio: Mussolini riassume in prima persona il ministero della Guerra e inizia una corsa agli armamenti.

### Agosto
- 26 agosto: in previsione di un attacco alla Francia, Mussolini ordina un'esercitazione militare nel cuneense: il suo giudizio sulla manovra è estremamente positivo.

### Settembre
- 2 settembre: Italia e URSS firmano un patto di non aggressione.
- 18 settembre: vengono istituiti il "servizio premilitare" per i giovani dai 18 ai 21 anni di età e l'insegnamento della Cultura militare nelle scuole secondarie.
- 27 settembre: cominciano oggi le Cronache di regime: diffuse via etere e trasmesse ogni giorno alle 20:00, saranno un appuntamento giornaliero fino alla caduta del regime.

### Ottobre
- 3 ottobre: un articolo pubblicato sul Popolo d'Italia esorta gli italiani a fare più figli, al fine di aumentare rapidamente la popolazione.
- 30 ottobre: con il benestare della Santa Sede viene festeggiata a Roma e in altri comuni del Lazio la "sagra della nuzialità": vengono celebrati 2 620 matrimoni e molti sposi sono ricevuti dal Papa.

### Novembre
- 6 novembre: improvvisamente vengono licenziati i ministri della Marina e dell'Aeronautica Balbo e Sirianni; Mussolini assume entrambi i dicasteri.
- 7 novembre: il ministro tedesco Hermann Göring, in visita in Italia, consegna al Duce una lettera in cui Hitler esprime apprezzamento per la politica estera di Roma.
- 19 novembre: Antonio Gramsci viene scarcerato e ricoverato in una clinica privata a Formia.

### Dicembre
- 23 dicembre: Mussolini premia personalmente a Roma le madri prolifiche, ossia quelle donne che hanno almeno 14 figli. Tale rito sarà ripetuto con cadenza annuale.
- 24 dicembre: collegandosi all'avvenimento del giorno precedente, viene lanciata la "Giornata della Madre e del Fanciullo", nel corso della quale vengono premiate le famiglie con più prole.
- 31 dicembre: bilancio di attività del Tribunale Speciale nel corso dell'anno: 59 antifascisti condannati complessivamente a 408 anni di reclusione.

## 1934

### Gennaio
- 9 gennaio: la Camera dei Deputati viene sciolta e si indicono nuove elezioni politiche per il 25 marzo.

### Febbraio
- 5 febbraio: viene emanata la legge sulle corporazioni.
- 22 febbraio: entra in vigore la legge sul riposo settimanale e domenicale.
- 27 febbraio: incontro tra Mussolini e l'ex socialista Emilio Caldara per definire i temi del corporativismo da applicare. Viene istituito l'Istituto per gli studi di politica internazionale.

### Marzo
- 14 marzo: vertice a Roma tra Mussolini e Dolfuss.
- 25 marzo: elezioni politiche in Italia. Si svolge il secondo plebiscito: il Sì alla lista dei 400 candidati proposti dal Gran Consiglio del Fascismo riceve solo 15 000 voti contrari (lo 0,15% degli elettori).
- 30 marzo: a Torino vengono arrestati degli uomini con l'accusa di essere degli "ebrei antifascisti al soldo dei fuorusciti".

### Aprile
- 15 aprile: l'EIAR manda in onda il programma radiofonico L'ora dell'agricoltore.

### Maggio
- 5 maggio: si scioglie la Concentrazione Antifascista.
- 9 maggio: sono stabilite le 22 corporazioni nelle quali sarà suddiviso il settore lavorativo.

### Giugno
- 14 giugno: a Venezia il primo incontro tra Mussolini e Adolf Hitler: il dittatore tedesco viene trattato con sufficienza.

### Luglio
- 25 luglio: Mussolini manda l'esercito al Brennero per impedire l'invasione tedesca dell'Austria.

### Agosto
- 16 agosto: il Duce ritira le truppe italiane dall'Austria.

### Settembre
- 6 settembre: Mussolini a Bari ride alle teorie razziste tedesche definite talune dottrine d'oltralpe.
- 10 settembre: viene istituito il sottosegretariato per la Stampa e propaganda, che viene affidato a Galeazzo Ciano, genero del Duce.
- 18 settembre: scatta la legge sull'addestramento bellico: la preparazione militare deve iniziare a 8 anni.
- 25 settembre: viene emanata un'amnistia per 10 688 detenuti di cui 94 politici.

### Ottobre
- 4 ottobre: a Milano Mussolini proclama in un discorso che "il corporativismo è il primo passo per il raggiungimento della rivoluzione fascista".
- 9 ottobre: Mussolini ordina che i nazionalisti croati assassini del re Alessandro I di Jugoslavia vengano condotti in Italia: il governo fascista gli assicurerà protezione.

### Novembre
- 3 novembre: la legge militare del 18 settembre viene modificata in senso ancor più coercitivo: l'addestramento militare parte a 6 anni.
- 5 novembre: la settimana lavorativa viene portata a 40 ore.

### Dicembre
- 5 dicembre: a seguito degli incidenti di frontiera a Ual-Ual, inizia la tensione diplomatica tra Italia ed Etiopia; la propaganda fascista fa partire una massiccia campagna mediatica anti-abissina.
- 17 dicembre: si svolge il Congresso Fascista di Montreux.
- 31 dicembre: bilancio dell'attività del Tribunale Speciale durante l'anno: 259 antifascisti condannati complessivamente a 1 297 anni di reclusione.

## 1935

### Gennaio
- 2 gennaio: l'Etiopia, preoccupata per una possibile aggressione italiana, chiede alla Società delle Nazioni un appoggio in caso di invasione militare.
- 4 gennaio: il ministro degli Esteri francese Pierre Laval giunge a Roma e nel corso della sua visita assicura al duce "mano libera" in Etiopia.
- 16 gennaio: il generale Emilio De Bono viene nominato alto commissario in Eritrea e Somalia; Mussolini assume personalmente il dicastero delle Colonie.

### Febbraio
- 5 febbraio: su ordine di Mussolini, 35 000 soldati vengono spediti in Africa.

### Marzo
- 7 marzo: il generale Rodolfo Graziani viene nominato governatore della Somalia.
- 23 marzo: in un discorso pronunziato a Palazzo Venezia Mussolini si fa sempre più aggressivo e parla di "milioni di baionette" pronte per essere usate.

### Aprile
- 11 aprile: Conferenza di Stresa.

### Maggio
- 15 maggio: a seguito della spiata di Dino Segre viene arrestato a Torino l'intero gruppo clandestino di Giustizia e Libertà.

### Giugno
- 5 giugno: la conferenza internazionale del lavoro chiama per la prima volta gli italiani rappresentanti delle corporazioni a svolgere importanti incarichi.
- 9 giugno: viene fondata Mussolinia di Sardegna, oggi Arborea.
- 16 giugno: è istituito il sabato fascista.
- 25 giugno: il sottosegretariato alla Stampa e propaganda viene elevato al rango di dicastero: di conseguenza Galeazzo Ciano diventa ministro.

### Luglio
- 9 luglio: la commissione per la pace Italia-Etiopia, costituita dalla Società delle Nazioni, non giunge a nessun risultato concreto; il lavoro viene rimandato ad agosto ma Mussolini rifiuta tutte le proposte diplomatiche.

### Agosto
- 9 agosto: Mussolini consulta il generale Badoglio circa la possibilità dell'Italia di fronteggiare un conflitto con la Gran Bretagna; il capo di stato maggiore risponderà il 14, mostrandosi estremamente preoccupato da una simile eventualità. In settembre, nel momento di massima tensione tra i due Stati, Badoglio confermerà le sue pessimistiche valutazioni.
- 15 agosto: a Parigi si riuniscono i rappresentanti dei governi di Gran Bretagna, Francia e Italia: riguardo alla questione etiope, viene proposto all'Italia un protettorato a tre sul paese africano con la preponderanza amministrativa e militare dell'Italia. Mussolini rifiuta definendo il piano un tentativo di "umiliare l'Italia nel peggiore dei modi".
- 17 agosto: le assicurazioni contro gli infortuni e le malattie sono riformate.

### Settembre
- 3 settembre: l'Italia conferma la sua linea intransigente riguardo Addis Abeba.
- 11 settembre: 51 stati su 54 facenti parti della Società delle Nazioni minacciano azioni economiche contro l'Italia se Roma prosegue nella sua politica di ostilità contro l'Etiopia.

### Ottobre
- 3 ottobre: inizia la guerra d'Etiopia.
- 11 ottobre: la Società delle Nazioni decide l'applicazione delle sanzioni per l'aggressione all'Etiopia. Soltanto tre nazioni si dichiarano contrarie al provvedimento: Austria, Albania e Ungheria.

### Novembre
- 16 novembre: il Duce, insoddisfatto dell'operato del generale De Bono, lo richiama in patria e lo sostituisce con Badoglio.

### Dicembre
- 5 dicembre: i diplomatici anglo-francesi propongono a Mussolini il Patto Hoare-Laval, teso a concludere il conflitto in corso e a spartirsi l'Etiopia in zone d'influenza; il Duce sembra disposto ad accettare, ma prende tempo.
- 13 dicembre: il Patto Hoare-Laval viene smascherato e di conseguenza il governo italiano ha vita facile nel respingerlo.
- 16 dicembre: nella sua allocuzione il Papa si dichiara non disponibile a impegnarsi per mettere fine all'invasione dell'Etiopia.
- 18 dicembre: viene istituita la "giornata della fede": gli italiani sono invitati a donare il proprio oro alla patria per risolvere i problemi derivanti dalle inique sanzioni della Società per Nazioni. Furono raccolte complessivamente 37 tonnellate d'oro e 115 d'argento che furono inviate alla Zecca dello Stato come patrimonio nazionale.
- 31 dicembre: bilancio di attività del Tribunale speciale durante l'anno: 232 antifascisti condannati complessivamente a 1 237 anni di reclusione.

## 1936

### Gennaio
- 19 gennaio: a causa dello sdegno suscitato dall'uso di armi chimiche non convenzionali da parte dell'esercito italiano, Badoglio sospende le operazioni militari; il blocco durerà 5 giorni.

### Febbraio
- 15 febbraio: ha inizio il conferimento obbligatorio del grano agli ammassi.

### Marzo
- 23 marzo: viene avviata l'autarchia.

### Aprile
- 1º aprile: Mussolini comunica a Hitler il fermo proposito dell'Italia di astenersi da qualsiasi azione contro la Germania nazista. In questo clima di scambio di cortesie, il capo della polizia fascista Arturo Bocchini viene cordialmente ricevuto dal comandante della polizia tedesca Heinrich Himmler.
- 4 aprile: aerei italiani bombardano la zona nei pressi del lago Ashianghi, lanciando anche del gas iprite: i pochi sopravvissuti alle bombe si intossicano dopo essersi abbeverati nel corso d'acqua. Di fronte a questa carneficina, il negus Haile Selassiè è costretto a battere in ritirata.

### Maggio
- 5 maggio: Addis Abeba è occupata dalle truppe italiane.
- 9 maggio: Mussolini proclama la nascita dell'Impero italiano, tornato "sui colli fatali di Roma".
- 12 maggio: durante un'allocuzione il Papa consacra la vittoria coloniale fascista, definendola "preludio della vera pace europea e mondiale".

### Giugno
- 9 giugno: Galeazzo Ciano viene nominato Ministro degli Esteri.
- 30 giugno: a Ginevra durante una riunione della Società delle Nazioni Haile Selassiè cerca di sensibilizzare le principali potenze mondiali sulle sofferenze del popolo etiope, ma i rappresentanti fascisti lo apostrofano volgarmente.

### Luglio
- 4 luglio: su proposta anglo-francese, sono abrogate le sanzioni economiche contro l'Italia.
- 15 luglio: dopo essere stato torturato e processato sommariamente, viene fucilato ad Addis Abeba il patriarca dei copti d'Etiopia Abuna Petros.
- 17 luglio: in Spagna scoppia la guerra civile: già dal giorno seguente Mussolini fornisce appoggio aereo a Francisco Franco.

### Agosto
- Un aumento dei salari delle varie categorie sociali è riconosciuto in una misura che va dal 5% all'11%: questa mossa è una conseguenza del deprezzamento della Lira e dell'aumento dei prezzi avvenuto con l'impostazione di una economia di guerra.
- 21 agosto: il diritto agli assegni familiari è riconosciuto a tutti i lavoratori dell'industria, indipendentemente dall'orario di lavoro. Nel gennaio del 1937 tale beneficio verrà esteso anche ai lavoratori del commercio e del credito e in giugno agli agrari.
- 27 agosto: in un discorso a Potenza Mussolini rilancia l'idea della battaglia demografica: "I popoli dalle culle vuote non possono conquistare un impero".

### Settembre
- Il Regime Fascista, quotidiano diretto da Roberto Farinacci, conduce contro gli ebrei una campagna dai toni violenti: vengono insultati e indicati come nemici del fascismo.
- 7 settembre: il segretario generale della Società delle Nazioni Joseph Avenol si reca in visita in Italia per cercare di ammorbidire la tensioni internazionali dopo l'aggressione del Regno all'Etiopia.
- 9 settembre: si riunisce a Londra il comitato per il non intervento nella guerra civile spagnola: ventotto stati, tra cui Italia e Terzo Reich, appoggiano la mozione francese di neutralità nei confronti del conflitto. Tuttavia la Germania cercherà di sabotare le iniziative del comitato, indi per cui l'URSS deciderà di appoggiare la Repubblica iberica.
- 21 settembre: la Società delle Nazioni decide di invitare ai lavori i rappresentanti dell'Etiopia; per protesta, la delegazione italiana risponde negativamente all'invito ricevuto.

### Ottobre
- 5 ottobre: vengono bloccati i prezzi di gas, luce, acqua e degli affitti; la lira viene svalutata del 41% e viene introdotta una nuova tassa straordinaria progressiva sui dividendi delle società e dei patrimoni immobiliari.
- 24 ottobre: la Germania riconosce la conquista italiana dell'Etiopia: nasce l'asse Roma-Berlino, espressione che sarà usata per la prima volta da Mussolini in un discorso a Milano del 1º novembre 1936.

### Novembre
- 6 novembre: Italia e Gran Bretagna concludono un accordo commerciale che sancisce il ristabilimento di regolari relazioni dopo la tensione originata dall'impresa libica.
- 30 novembre: la Camera tributa a Mussolini il titolo di "Fondatore dell'Impero". Scattano in tutta Italia numerosi arresti di antifascisti che organizzano la raccolta di aiuti e la partenza di volontari in difesa della Repubblica spagnola.

### Dicembre
- 31 dicembre: bilancio di attività del Tribunale speciale durante l'anno: 254 antifascisti condannati complessivamente a 1 557 anni di reclusione.

## 1937

### Gennaio
- 2 gennaio: Italia e Gran Bretagna stipulano un gentlemen's agreement con cui si impegnano al mantenimento dello status quo nel Mediterraneo e riconoscono i reciproci interessi e diritti nella regione.
- 9 gennaio: vengono emanati i primi decreti di "difesa della razza" per impedire matrimoni misti in Etiopia.
- 11 gennaio: al segretario nazionale del PNF, che già poteva partecipare alle riunioni del consiglio dei ministri, vengono riconosciuti titolo e funzioni di ministro.

### Febbraio
- 16 febbraio: muore a Gorizia, dopo atroci sofferenze, Lojze Bratuž: egli era stato rapito il 27 dicembre del 1936 a Podgora da una squadraccia fascista e, dopo esser stato selvaggiamente picchiato, fu costretto a bere olio di ricino miscelato a olio per motori. Il poeta divenne il simbolo delle violenze fasciste ai danni delle minoranze di lingua slovena.
- 19 febbraio: il viceré Graziani rimane leggermente ferito in un attentato ad Addis Abeba: per rappresaglia vengono immediatamente arrestati 2 000 indigeni; salvo poche centinaia, essi vengono fucilati e interi quartieri della città sono dati alle fiamme.
- 20 febbraio: il comitato per il non intervento nella guerra di Spagna, riunito a Londra, vieta l'invio in terra iberica di combattenti volontari. Dino Grandi fa però sapere che l'Italia non intende ritirare i volontari già presenti in territorio spagnolo prima della vittoria completa di Francisco Franco.

### Marzo
- 9 marzo: l'iscrizione al PNF diventa obbligatoria per accedere a qualsiasi incarico pubblico.
- 16 marzo: durante un'esercitazione militare al confine libico-egiziano Mussolini si erge a difensore degli interessi dei popoli musulmani nel mondo, scatenando le ire della diplomazia inglese.
- 25 marzo: a Belgrado viene firmato un trattato d'amicizia tra Italia e Jugoslavia.

### Aprile
- 1º aprile: nasce l'INFAIL, l'istituto che si occupa degli infortuni sul lavoro.
- 27 aprile: muore Antonio Gramsci: la commemorazione del politico comunista in Francia si trasforma spontaneamente in una manifestazione antifascista.
- 28 aprile: inaugurazione di Cinecittà[2]; Mussolini ebbe a dire che "la cinematografia è l'arma più forte".[3]

### Maggio
- 8 maggio: divieto di diffusione dei quotidiani britannici su tutto il territorio nazionale.
- 29 maggio: viene ristabilita la settimana lavorativa di quaranta ore.

### Giugno
- 1º giugno: nasce il Ministero della cultura popolare (Minculpop).
- 9 giugno: su ordine di Mussolini e Ciano vengono uccisi in Francia i fratelli Rosselli.
- 24 giugno: l'IRI diviene un ente permanente.

### Luglio
- 20 luglio: muore a Roma Guglielmo Marconi: il regime approfitta dell'evento per inscenare dei funerali propagandistici.

### Agosto
- 4 agosto: la polizia sorprende in un caffè di Gorizia un gruppo di avventori intenti ad ascoltare Radio Milano, l'emittente dei comunisti combattenti in Spagna: tutti loro verranno arrestati.
- 21 agosto: nell'ambito della politica demografica il governo concede esenzioni tributarie e alcuni privilegi (garanzie di priorità nei concorsi e negli avanzamenti di carriera del pubblico impiego) ai coniugati con prole rispetto ai celibi.

### Settembre
- 10 settembre: a Nyon, in Svizzera, si riunisce una conferenza internazionale degli Stati interessati alla navigazione nel Mediterraneo; essa è stata convocata in seguito alle proteste dell'Unione Sovietica per l'affondamento di alcune sue navi dirette in Spagna da parte di vascelli italiani. La conferenza, che chiuderà i lavori il 14, prenderà la decisione di istituire pattuglie navali per il controllo del mare: Germania e Italia, pur boicottando il convegno, otterranno di prendere parte al pattugliamento, dal quale sarà invece esclusa l'URSS.
- 25 settembre: viaggio di Mussolini in Germania: a seguito dell'incontro col führer l'alleanza tra il Regno d'Italia e il Terzo Reich si consolida.
- 30 settembre: inasprimento fiscale: viene decretata l'imposta generale sull'entrata (che colpisce soprattutto i cittadini meno abbienti), che serve a risanare i debiti che il governo ha accumulato per la sua politica bellicista.

### Ottobre
- 27 ottobre: l'Opera Nazionale Balilla è trasformata in Gioventù Italiana del Littorio (GIL) e viene direttamente inquadrata nei ranghi del PNF, agli ordini di Starace.
- 28 ottobre: Mussolini si dichiara nemico del bolscevismo e favorevole a un'espansione del Terzo Reich in Africa.
- 29 ottobre: viene inaugurata Aprilia, quarta "città nuova" dell'Agro Pontino.
- 30 ottobre: l'ambasciatore italiano a Parigi viene richiamato in Italia: la mossa, speculare rispetto a quella già applicata dal governo francese, inasprisce le tensioni tra i due Stati.

### Novembre
- 6 novembre: l'Italia entra nel Patto Anticomintern in vigore dall'anno prima tra Germania e Giappone.

### Dicembre
- 11 dicembre: il regime preannuncia l'uscita dell'Italia dalla Società delle Nazioni.
- 21 dicembre: il più moderato Amedeo di Savoia duca d'Aosta sostituisce il reazionario Graziani come governatore dell'Africa Orientale e viceré d'Etiopia.
- 31 dicembre: bilancio di attività del Tribunale speciale durante l'anno: 172 antifascisti condannati complessivamente a 997 anni di reclusione.

## 1938

### Gennaio
- 12 gennaio: alla presenza di Starace, il regime premia i 2 000 sacerdoti e 60 vescovi che meglio si sono contraddistinti nella battaglia del grano: gli ecclesiastici vengono ricevuti dal Papa e ciò migliora le relazioni tra il fascismo e la Santa Sede.

### Febbraio
- 1º febbraio: nell'esercito italiano viene istituito il passo romano, palesemente ispirato al passo dell'oca nazista. Starace ordina di sostituire il "Lei" con il "Voi" sia nel linguaggio scritto sia in quello parlato.

### Marzo
- 13 marzo: con l'Anschluss, l'Austria viene annessa al Terzo Reich: Mussolini, avvisato da Hitler due giorni prima riguardo l'operazione, dichiara che non intende entrare "nelle questioni interne dell'Austria".
- 30 marzo: la situazione militare del paese viene analizzata in maniera oltremodo ottimistica da Mussolini al Senato.

### Aprile
- 16 aprile: Italia e Gran Bretagna firmano gli accordi di Pasqua: Londra riconosce la conquista dell'Etiopia in cambio del ritiro dei volontari di Roma dalla Spagna.
- 25 aprile: inaugurazione di Pomezia, quinta e ultima "città nuova" dell'Agro Pontino.

### Maggio
- 3 maggio: Adolf Hitler giunge in Italia per una visita diplomatica, fermandosi fino a giorno 9.
- 14 maggio: in un discorso tenutosi a Genova, Mussolini parla in maniera sprezzante di Gran Bretagna e Francia mentre esprime soddisfazione per l'amicizia italo-tedesca.

### Giugno
- 1º giugno: viene prorogato il blocco dei prezzi.
- 2 giugno: una circolare della presidenza del Consiglio dei ministri proibisce la stretta di mano e dispone che venga sostituita dal saluto romano.
- 3 giugno: il regime stabilisce l'obbligatorietà dell'iscrizione al PNF per essere assunti nel personale statale salariato.
- 30 giugno: su ordine di Mussolini le più alte cariche del PNF vengono sottoposte a estenuanti prove sportive.

### Luglio
- 5 luglio: una velina proibisce ai giornali di pubblicare articoli, saggi, novelle e scritti che non siano in linea con l'ideologia fascista.
- 14 luglio: viene pubblicato sulla stampa italiana un "decalogo" che riassume i principi razziali del fascismo.

### Agosto
- 5 agosto: con il beneplacito di Mussolini, iniziano le pubblicazioni della rivista La difesa della razza.
- 20 agosto: il Partito Fascista firma un nuovo accordo con l'Azione Cattolica.

### Settembre
- 1º settembre: viene emanata la prima legge razziale italiana contro gli ebrei: oltre al divieto "agli stranieri di razza ebraica di dimorare in Italia, in Libia e nei possedimenti dell'Egeo" vengono revocate le concessioni di cittadinanza italiana rilasciate a ebrei posteriormente al 1919. È inoltre istituita l'uniforme obbligatoria per tutti gli impiegati statali di sesso maschile.
- 2 settembre: esclusione degli ebrei dall'insegnamento e divieto di iscrizione a scuole statali.
- 29 settembre: inizia la conferenza di Monaco, che si conclude il giorno seguente. Mussolini spinge Gran Bretagna e Francia ad accettare le pretese hitleriane sulla Cecoslovacchia.

### Ottobre
- 4 ottobre: la Francia invia un nuovo ambasciatore a Roma e riconosce implicitamente la conquista italiana dell'Etiopia.
- 6 ottobre: divieto di matrimonio tra italiani e "non ariani".
- 25 ottobre: in un discorso tenuto al consiglio nazionale del PNF, Mussolini paventa l'avvio della "terza ondata", che stavolta si "rovescierà su quel mezzo milione di vigliacchi borghesi che ancora si annidano nel paese". Nell'occasione la Libia è dichiarata parte integrante del territorio metropolitano italiano (ovvero non più colonia).

### Novembre
- 10 novembre: il Consiglio dei ministri approva la legge razziale contro gli ebrei.
- 30 novembre: alla presenza di numerosi giornalisti francesi, i deputati della Camera innescano una manifestazione al grido di "Tunisi, Corsica, Nizza e Savoia".

### Dicembre
- 14 dicembre: ultima seduta della Camera dei Deputati prima della sua trasformazione in Camera dei fasci e delle corporazioni.
- 17 dicembre: il governo italiano dichiara "decadute" le relazioni diplomatiche avviate con la Francia nel 1935.
- 31 dicembre: bilancio di attività del Tribunale speciale durante l'anno: 310 antifascisti condannati complessivamente a 1 642 anni di reclusione.

## 1939

### Gennaio
- 1º gennaio: Mussolini aderisce all'idea di un "patto a tre" di carattere apertamente aggressivo, con la Germania e il Giappone.
- 19 gennaio: viene abolita la Camera dei deputati, sostituita dalla Camera dei fasci e delle corporazioni che comprende il Consiglio nazionale del PNF e il Consiglio nazionale delle corporazioni, entrambi nominati da Mussolini.

### Febbraio
- 4 febbraio: in un discorso alla Camera Mussolini giudica "inevitabile" un conflitto con la Francia.
- 10 febbraio: muore Pio XI; il Duce parteciperà ai funerali del pontefice.
- 15 febbraio: il Gran Consiglio del fascismo approva la "Carta della scuola" di Bottai.
- 25 febbraio: il matrimonio diviene una condizione indispensabile per avanzare di carriera nel settore amministrativo dello Stato.

### Marzo
- 2 marzo: Eugenio Pacelli è eletto Papa con il nome di Pio XII: il neovescovo di Roma riceverà in visita ufficiale Galeazzo Ciano il giorno 18.
- 23 marzo: Prima seduta inaugurale della Camera dei fasci e delle corporazioni
- 25 marzo: Mussolini consegna al governo albanese un ultimatum estremamente minaccioso, che re Zog successivamente respinge.
- 28 marzo: Francisco Franco conquista Madrid; può quindi cominciare il ritorno in patria dei "volontari" fascisti che Mussolini ha inviato contro le forze repubblicane.

### Aprile
- 6 aprile: l'Italia comincia l'invasione dell'Albania.
- 12 aprile: si completa la conquista militare: Vittorio Emanuele III è proclamato "Re d'Albania".
- 25 aprile: la Francia propone all'Italia di aprire un tavolo di trattative, ma il Duce rifiuta l'offerta.

### Maggio
- 14 maggio: a Torino, Mussolini partecipa all'inaugurazione del nuovo stabilimento FIAT di Mirafiori venendo però accolto con freddezza dalle maestranze.
- 22 maggio: Ciano e von Ribbentrop firmano a Berlino il Patto d'Acciaio: l'accordo militare, di carattere offensivo e difensivo, lega definitivamente Italia e Germania.
- 30 maggio: il generale Ugo Cavallero consegna a Hitler il celebre memoriale che porta il suo nome: in esso il Duce, pur riconoscendo come ormai inevitabile un conflitto con le grandi potenze democratiche, fa presente l'impossibilità dell'Italia di impegnarsi in uno scontro su scala generale prima di tre anni.
- 31 maggio: l'Accademia dei Lincei viene inglobata alla Reale Accademia d'Italia al fine di controllarla meglio.

### Giugno
- 1º giugno: il Consiglio dei ministri emana i provvedimenti per la riforma scolastica Bottai.

### Luglio
- 1º luglio: entra in vigore il primo libro del nuovo codice civile, la cui pubblicazione completa si concluderà solo nel 1942.
- 15 luglio: sul problema dell'Alto Adige Italia e Germania concludono un accordo in base al quale ai cittadini italiani che fanno parte della popolazione di lingua tedesca è concesso di trasferirsi in Germania: nel caso in cui optino per questa eventualità hanno tre anni di tempo per abbandonare l'Italia insieme a tutti i loro beni.

### Agosto
- 11 agosto: durante un incontro a Salisburgo, Hitler e Ribbentrop annunciano a Ciano che a breve il Terzo Reich attaccherà la Polonia.
- 26 agosto: Mussolini scrive a Hitler che l'Italia per marciare al suo fianco ha bisogno di un numero esorbitante di materie prime (170 milioni di tonnellate).
- 27 agosto: Hitler autorizza l'Italia a restare fuori dal conflitto, a patto che rispetti tre condizioni: non far conoscere la decisione di neutralità, tenere impegnati militarmente inglesi e francesi, inviare operai italiani in Germania per lavorare sottopagati. Mussolini accetta.
- 30 agosto: in previsione della guerra sono emanate disposizioni relative all'oscuramento, alla chiusura dei locali pubblici, alla distribuzione di generi alimentari, alla requisizione di beni ritenuti di pubblica utilità.

### Settembre
- 1º settembre: i tedeschi occupano Danzica e invadono la Polonia, di conseguenza Francia e Inghilterra dichiarano aperte le ostilità contro la Germania: inizia così la seconda guerra mondiale.
- 3 settembre: l'Italia dichiara la propria non belligeranza: questa formula, a differenza della classica neutralità, prevede un sostegno "morale" a una delle due parti in causa e non esclude un futuro intervento al fianco di essa.
- 16 settembre: l'ambasciatore francese propone a Galeazzo Ciano di aprire dei negoziati per risolvere le questioni tra i due Stati, ma non ottiene risposta.

### Ottobre
- 7 ottobre: entra in funzione il Tribunale della razza.
- 21 ottobre: un accordo italo-tedesco sulle condizioni degli allogeni tedeschi dell'Alto Adige migliora ulteriormente i rapporti tra i due Stati.

### Novembre
- 1º novembre: Ettore Muti sostituisce Achille Starace alla segreteria del PNF.
- 3 novembre: Rodolfo Graziani è nominato capo di stato maggiore dell'esercito.

### Dicembre
- 7 dicembre: Ciano propone al Gran Consiglio del Fascismo di prolungare a lungo termine la politica della non belligeranza: lo approvano Balbo, Bottai e Grandi ma non Mussolini.
- 13 dicembre: il Duce ordina a Graziani di preparare 60 divisioni di fanteria con l'autonomia di un anno di guerra.
- 21 dicembre: da qui fino al 28 dicembre Vittorio Emanuele III, Elena del Montenegro e il Papa si scambiano visite diplomatiche.
- 31 dicembre: bilancio di attività del Tribunale speciale durante l'anno: 365 antifascisti condannati a 1 998 anni di reclusione.

## 1940

### Gennaio
- 1º gennaio: Ciano propone l'invio di "volontari" fascisti in Finlandia contro l'URSS, ma Mussolini preferisce temporeggiare in attesa di sferrare contro la Russia un attacco frontale più massiccio.
- 3 gennaio: un'imposta generale sull'entrata viene istituita per far fronte all'aumento delle spese dello Stato.
- 5 gennaio: il governo annuncia la distribuzione delle carte annonarie per il razionamento dei principali prodotti di consumo: pane, carne, grassi, zucchero, patate e altro.

### Febbraio
- 1º febbraio: in un promemoria ufficiale a Mussolini il capo di stato maggiore generale, maresciallo Badoglio, denuncia "l'assoluta insufficienza delle scorte".
- 25 febbraio: il sottosegretario statunitense Sumner Welles giunge nella Capitale e propone al governo di Roma un accordo che prevede il non intervento dell'Italia nel conflitto: Mussolini non gli dà una risposta netta.

### Marzo
- 8 marzo: in vista dell'attacco alla Francia, von Ribbentrop fa visita al Duce e gli chiede di rispettare la clausole del Patto d'Acciaio; Mussolini gli comunica la sua intenzione di entrare in guerra nel momento che gli parrà più opportuno.
- 18 marzo: al Brennero avviene uno storico incontro Mussolini-Hitler, dove i due dittatori ribadiscono la solidarietà nazifascista.
- 31 marzo: un "promemoria segretissimo" è preparato da Mussolini: esso analizza l'attuale momento internazionale e la situazione della guerra in corso, delineando il comportamento italiano e i piani delle operazioni a cui occorrerà dare il via nel caso di un sempre più probabile coinvolgimento dell'Italia nel conflitto. Su tutti i fronti viene prospettato il mantenimento di una tattica attendista e difensiva, con la sola eccezione del fronte etiopico dove si dovranno condurre attacchi in Gibuti e Sudan; delle tre armi soltanto la Marina dovrà impegnarsi in azioni offensive.

### Aprile
- 4 aprile: Badoglio informa Mussolini che "allo stato presente la nostra preparazione è del 40%".
- 7 aprile: il generale Carlo Favagrossa, responsabile degli approvvigionamenti militari, documenta a Ciano l'assoluta impreparazione del Paese, che avrebbe scorte solo per qualche mese di guerra.
- 21 aprile: nonostante gli svariati successi nazisti, l'ambasciatore Grandi chiede al governo di proseguire nella neutralità.

### Maggio
- 18 maggio: Winston Churchill e Franklin Delano Roosevelt rinnovano l'invito a non schierarsi coi tedeschi a Mussolini, il quale però nemmeno risponde.
- 27 maggio: terzo messaggio di Roosevelt affinché Mussolini non trascini l'Italia nel conflitto; anche stavolta il presidente democratico viene ignorato.
- 29 maggio: Mussolini convoca un vertice militare, informando che vuole intervenire nel conflitto a fianco di Hitler e intende assumere personalmente il comando delle operazioni belliche.

### Giugno
- 1º giugno: Badoglio supplica il Duce di ritardare l'ingresso dell'Italia in guerra anche solo di qualche mese, ma non viene ascoltato.
- 4 giugno: Mussolini chiede a Hitler se può entrare in guerra il giorno 5, ma il Führer gli consiglia il 10 come data più consona.
- 10 giugno: dal balcone di Palazzo Venezia Mussolini annuncia al mondo che l'Italia ha dichiarato guerra alla Gran Bretagna e alla Francia; nel famoso discorso egli attribuisce le responsabilità del conflitto alle potenze alleate, colpevoli di aver imposto trattati ineguali alla Germania e la mancanza di uno sbocco sull'oceano all'Italia.
- 18 giugno: Hitler e Mussolini si incontrano a Monaco di Baviera per discutere sulle condizioni di pace da concedere ai francesi: il tedesco pone il veto su molte delle richieste italiane.
- 20 giugno: nonostante la caduta di Parigi e la resa della Francia al Terzo Reich, Mussolini ordina a Badoglio di sferrare un attacco contro i francesi, che però non dà i risultati sperati.
- 24 giugno: la Francia, stremata dall'invasione e "pugnalata alla schiena" da Mussolini secondo un'affermazione di Roosevelt, chiede l'armistizio all'Italia: il Duce rinuncia a quasi tutte le sue rivendicazioni.

### Luglio
- 4 luglio: in Africa Orientale gli inglesi, impegnati nel difendere la propria patria dalla possibile invasione tedesca, lasciano sguarniti alcuni territori nel Sudan (Cassala e Gallabat), che gli italiani occupano.
- 19 luglio: battaglia di Capo Spada: la marina italiana viene sconfitta da quella britannica.

### Agosto
- 5 agosto: Graziani, che l'11 luglio aveva ricevuto l'ordine di avviare una vasta operazione militare in Cirenaica, comunica al Duce di non avere i mezzi sufficienti per adempiere alla richiesta.
- 8 agosto: approfittando della momentanea assenza degli inglesi, nella Somalia Britannica i fascisti occupano Zeila e Berbera.

### Settembre
- 12 settembre: Mussolini, desideroso di battere almeno una volta gli inglesi prima della fine del conflitto (che egli vede prossima), dà l'ordine di far partire un'offensiva lungo il litorale libico.
- 16 settembre: dopo una corsa di 150 chilometri le truppe italiane entrano a Sidi el-Barrani abbandonata dagli inglesi.
- 27 settembre: a Berlino viene firmato il Patto Tripartito tra Italia, Germania e Giappone: esso prevede la spartizione del mondo tra le potenze fasciste.

### Ottobre
- 15 ottobre: Mussolini informa lo stato maggiore italiano della sua intenzione di attaccare la Grecia: comincia la strategia della guerra parallela.
- 28 ottobre: Senza neanche aspettare la risposta all'ultimatum, l'Italia invade la Grecia.
- 30 ottobre: Adelchi Serena diventa il nuovo segretario del PNF: sostituisce Ettore Muti.

### Novembre
- 9 novembre: l'attacco alla Grecia è fallito: sono anzi gli ellenici a conquistare porzioni di territorio italiano in Albania: di conseguenza, il comandante delle forze armate a Tirana Sebastiano Visconti Prasca viene esonerato dall'incarico.
- 18 novembre: nell'anniversario delle sanzioni contro l'Italia, Mussolini fa un bellicoso discorso in cui pronuncia la famosa frase "spezzeremo le reni alla Grecia", preannunciando la campagna italiana di Grecia.

### Dicembre
- 4 dicembre: a seguito di un attacco lanciatogli da Farinacci, Badoglio si dimette da capo di stato maggiore generale e si ritira a vita privata: viene sostituito da Ugo Cavallero.
- 10 dicembre: gli inglesi riconquistano Sidi el-Barrani.
- 31 dicembre: bilancio di attività del Tribunale speciale durante l'anno: 215 antifascisti condannati complessivamente a 1 337 anni di reclusione e 1 condanna a morte.

## 1941

### Gennaio
- 1º gennaio: in Italia scatta la mobilitazione generale di tutti i quadri dirigenti del partito fascista, che devono, su ordine di Mussolini, partire volontari per il fronte.
- 5 gennaio: a Bardia gli anglosassoni catturano 45 000 italiani.
- 15 gennaio: in Eritrea le forze armate italiane cominciano a ritirarsi.
- 19 gennaio: Mussolini va da Hitler a Berchtesgaden, dove il Führer gli promette l'invio di truppe corazzate tedesche in Libia per il mese di febbraio e un massiccio intervento in Grecia a primavera.
- 22 gennaio: resa di Tobruk: 30 000 italiani divengono prigionieri degli inglesi.

### Febbraio
- 1º febbraio: il Partito Fascista ordina in Italia la "mobilitazione civile" di 8 milioni di cittadini dai 18 ai 55 anni. Erwin Rommel viene inviato da Hitler sul fronte africano.
- 11 febbraio: Mussolini destituisce Rodolfo Graziani e convoca Francisco Franco a Bordighera e cerca di convincerlo a intervenire nel conflitto, ma il Caudillo tergiversa
- 24 febbraio: il Duce annuncia agli italiani: "A primavera verrà il bello, in ognuno dei quattro punti cardinali".

### Marzo
- 9 marzo: Mussolini, che si trova sul fronte greco-albanese già dal giorno 1, ordina un improvviso attacco che però viene contenuto dagli ellenici.
- 20 marzo: termina con una netta sconfitta italiana la battaglia sull'altopiano di Cheren.
- 29 marzo: si conclude con esito infelice per le forze fasciste la battaglia di Capo Matapan.

### Aprile
- 1º aprile: gli inglesi conquistano Asmara.
- 4 aprile: per venire in soccorso agli italiani in Grecia, le truppe tedesche cominciano l'invasione della Jugoslavia. Rommel intanto riconquista Bengasi.
- 6 aprile: i sudafricani liberano Addis Abeba, che gli italiani avevano evacuato tre giorni prima.
- 11 aprile: l'esercito italiano entra senza colpo ferire a Lubiana.
- 13 aprile: mentre i tedeschi occupano tranquillamente la Grecia orientale, ha inizio una nuova offensiva italiana sul fronte greco-albanese.
- 18 aprile: la Jugoslavia si arrende al Terzo Reich, ma comincia la resistenza partigiana contro i nazisti.
- 24 aprile: con la resa di Salonicco la Grecia si arrende alle forze dell'Asse.

### Maggio
- 18 maggio: gli ustascia croati formano un governo collaborazionista capeggiato da Ante Pavelić. Il principe Aimone di Savoia viene nominato re di Croazia con il nome di Tamislao II, ma non prenderà possesso del trono.
- 19 maggio: nonostante la sua tenacia, il duca Amedeo di Savoia è costretto ad arrendersi a seguito della battaglia dell'Amba Alagi.

### Giugno
- 22 giugno: scatta l'aggressione hitleriana all'URSS.
- 26 giugno: parte per la Russia la prima divisione del Corpo di spedizione italiano (CSIR), al comando di Giovanni Messe.

### Luglio
- 4 luglio: nel Galla-Sidamo (Africa Orientale) il generale Gazzera si arrende alle truppe congolesi.

### Agosto
- 25 agosto: Mussolini, convocato da Hitler sul fronte russo, chiede di partecipare all'offensiva con più truppe: lo aveva già fatto il giorno 4.

### Settembre
- 11 settembre: le navi italiane, così come quelle tedesche, che sconfineranno nelle acque territoriali statunitensi saranno attaccate su ordine di Roosevelt.
- 27 settembre: la nominatività dei titoli azionari viene introdotta allo scopo di fronteggiare la tendenza al rialzo che domina nel mercato borsistico: a partire dal giugno del 1942 dovranno essere tassati sia i venditori sia i compratori dei titoli.
- 30 settembre: la razione giornaliera di pane viene ridotta a 200 grammi a persona.

### Novembre
- 1º novembre: proibito in tutta Italia l'uso della benzina per automezzi non militari.
- 27 novembre: resa di Amhara: tutta l'ex Africa Orientale Italiana passa sotto il controllo degli inglesi.

### Dicembre
- 11 dicembre: quattro giorni dopo l'attacco di Pearl Harbor, in ottemperanza all'amicizia con l'Impero giapponese, l'Italia dichiara guerra agli Stati Uniti d'America.
- 26 dicembre: Adelchi Serena viene sostituito alla segreteria del PNF dal ventiseienne Aldo Vidussoni.
- 31 dicembre: bilancio di attività del Tribunale speciale nel corso dell'anno: 276 antifascisti condannati complessivamente a 2 188 anni di reclusione. 11 condanne a morte, di cui 7 eseguite.

## 1942

### Gennaio
- 1º gennaio: i consumi di energia elettrica per usi industriali sono ridotti del 20%.
- 29 gennaio: Bengasi viene riconquistata dalle truppe italo-tedesche.

### Febbraio
- Oltre 200 000 lavoratori italiani sono inviati nel corso del mese in Germania per sostituire i tedeschi chiamati alle armi.
- Il contingente italiano in Russia viene ampliato.

### Marzo
- 1º marzo: in Italia riduzione della razione di pane a 150 grammi pro capite.
- 13 marzo: impennata del razionamento della carne, che passa da 800 a 400 grammi al mese.

### Aprile
- 29 aprile: incontro Mussolini-Hitler a Klessheim: tra le altre cose, viene deciso di attaccare Malta per il mese di luglio, ma successivamente il progetto naufraga.

### Maggio
- 7 maggio: poiché le leggi razziali ne impedivano il servizio militare, tutti gli ebrei fra i 18 e i 55 anni: cioè 11 806 uomini, sono precettati per il servizio civile, che di fatto è un lavoro forzato.
- 26 maggio: avvertendo alcune incrinature all'interno del suo apparato, il Duce dà il via a una campagna d'epurazione all'interno dello Stato e del PNF.

### Giugno
- 11 giugno: viene introdotta la pena di morte per gli incettatori di viveri. A Lubiana viene decretata la fucilazione di 16 patrioti jugoslavi.
- 20 giugno: le truppe italo-tedesche prendono Tobruk.
- 22 giugno: viene sospesa l'azione contro Malta per non interrompere l'offensiva in Africa.
- 23 giugno: scoppia lo scandalo del "clan Petacci", sorpreso a contrabbandare oro dalla Spagna tramite il corriere diplomatico: Mussolini, amante di Claretta, affosserà il caso.
- 26 giugno: a Chiesanuova, vicino a Padova, viene attivato un campo di concentramento per civili d'origine slava: è il primo lager ubicato in Italia sotto il controllo della II armata (che aveva competenza su Slovenia e Dalmazia).
- 29 giugno: confidando nell'imminente vittoria in Africa, Mussolini va a Derna, preparandosi a entrare in Alessandria su un cavallo bianco; bloccato nelle retrovie del fronte, dopo 21 giorni tornerà deluso in patria.

### Luglio
- 9 luglio: sul fronte russo viene costituito l'ARMIR che sostituisce e assorbe il CSIR. Il generale Messe viene sostituito da Italo Gariboldi.

### Agosto
- 1º agosto: vengono ridotte a quattro le pagine di tutti i quotidiani italiani.

### Settembre
- 1º settembre: in Italia viene proibita la vendita delle automobili.

### Ottobre
- 24 ottobre: il generale Stumme, che il 22 settembre aveva sostituito Rommel in Africa, muore in battaglia a El Alamein e la "Volpe del Deserto" viene richiamata sul fronte.

### Novembre
- 4 novembre: si conclude, con la sconfitta italo-tedesca, la seconda battaglia di El Alamein.

### Dicembre
- 18 dicembre: i vertici politico-militari tedeschi e italiani si incontrano nel quartier generale di Hitler, in Prussia Orientale, per analizzare la situazione bellica: per conto dell'Italia partecipa Galeazzo Ciano (il Duce non è presente in quanto ammalato) che propone al führer di chiedere un armistizio all'Unione Sovietica, cosa che scandalizza il dittatore germanico.
- 19 dicembre: viene ordinato tardivamente il ripiegamento alle truppe italiane sul fronte russo: il grosso dell'ARMIR è ormai accerchiato.
- 31 dicembre: bilancio di attività del Tribunale speciale nel corso dell'anno: 368 antifascisti condannati complessivamente a 3 548 anni di reclusione. 1 ergastolo e 37 condanne a morte, di cui 31 eseguite.

## 1943

### Gennaio
- 15 gennaio: Albert Kesselring annuncia a Mussolini il ritiro di tutte le truppe tedesche dall'Africa.
- 23 gennaio: finisce il dominio italiano sulla Libia.

### Febbraio
- 2 febbraio: il generale Vittorio Ambrosio succede a Cavallero come capo di stato maggiore generale.
- 6 febbraio: un rimpasto nel governo porta Mussolini al ministero degli Esteri mentre Ciano viene "retrocesso" al rango di ambasciatore presso la Santa Sede.
- 12 febbraio: in Tunisia la V Armata tedesca, serrata con le truppe italiane nella morsa anglo-americana, tenta di rompere l'accerchiamento, ma ottiene solo un successo locale.
- 16 febbraio: strage di Domenikon: truppe italiane d'occupazione uccidono per rappresaglia oltre 150 civili greci.

### Marzo
- 1º marzo: in Italia riduzione del 25% dell'energia elettrica per l'illuminazione.
- 5 marzo: sfidando le direttive del regime, gli operai della FIAT Mirafiori scendono in sciopero.
- 10 marzo: Rommel abbandona l'Africa e ritorna in Germania.

### Aprile
- 10 aprile: si conclude l'incontro avvenuto a Salisburgo tra Hitler e Mussolini, iniziato il giorno 7: entrambi i dittatori credono ancora nella vittoria.
- 17 aprile: Carlo Sforza succede a Vidussoni nella segreteria del Partito Fascista.

### Maggio
- 12 maggio: Mussolini autorizza l'armata italiana ad arrendersi (in tal modo l'Italia perde tutti i suoi avamposti in Africa) e nomina Messe Maresciallo d'Italia.
- 15 maggio: in un discorso pronunciato dal balcone di Piazza Venezia il Duce afferma "In Africa torneremo!"

### Giugno
- 10 giugno: nella riunione del Consiglio dei ministri alcuni membri del gabinetto denunciano l'insostenibilità della situazione.
- 11 giugno: dopo sei giorni e sei notti di massicci bombardamenti la base di Pantelleria si arrende agli anglo-americani.
- 24 giugno: parlando al direttorio del PNF Mussolini sostiene la necessità di continuare a combattere con la massima determinazione.

### Luglio
- 9 luglio: gli Alleati sbarcano in Sicilia, a Gela, dando inizio all'operazione che porterà all'occupazione della Sicilia da parte delle forze alleate.
- 12 luglio: inizia l'evacuazione dalla Sicilia per volere di Albert Kesselring
- 19 luglio: convegno Mussolini-Hitler a Feltre: il führer annuncia che la Germania sta preparando delle formidabili "armi segrete".
- 22 luglio: gli Alleati entrano a Palermo.
- 23 luglio: ultima seduta del Tribunale speciale. Dall'inizio dell'anno sono stati condannati 141 antifascisti, complessivamente a 1 349 anni di reclusione. V'è inoltre una condanna a morte.
- 25 luglio: alle 3 del mattino viene approvato, con 19 voti favorevoli su 27, l'ordine del giorno presentato da Grandi. Alle 17:00 Mussolini porta al re le decisioni del Gran Consiglio e viene informato che sarà sostituito a capo del governo dal generale Badoglio; al termine dell'udienza Mussolini viene tratto in arresto e il radiogiornale della sera (ore 22:45) informa dell'accaduto gli italiani, molti dei quali reagiscono con manifestazioni di gioia.
- 26 luglio: Hitler convoca sei ufficiali scelti per preparare la liberazione di Mussolini

### Agosto
- 2 agosto: dissoluzione formale del PNF

### Settembre
- 8 settembre: Viene reso noto l'Armistizio di Cassibile, o Armistizio Breve, firmato il 3 settembre, con cui l'Italia si arrende incondizionatamente agli Alleati.
- 10 settembre: Hitler concede ai Gauleiter del Tirolo e della Carinzia di annettere ai loro Reichsgau molte province del Triveneto
- 12 settembre: Operazione Quercia, l'esercito tedesco libera Mussolini dalla reclusione presso Campo Imperatore
- 15 settembre: viene annunciato alla radio che Mussolini ha ripreso la suprema direzione del fascismo in Italia
- 18 settembre: Mussolini fonda il Partito Fascista Repubblicano
- 23 settembre: Mussolini fonda la Repubblica Sociale Italiana

### Ottobre
- 13 ottobre: viene annunciata la convocazione di un'Assemblea Costituente per redigere una Carta costituzionale
- 17 ottobre: Galeazzo Ciano viene imprigionato al Carcere degli Scalzi
- 27 ottobre: fondazione dell'Aeronautica Nazionale Repubblicana

### Novembre
- 14-15 novembre: si svolge il 1º Congresso del PFR nella quale viene approvato il Manifesto di Verona, ovvero la nuova carta costituzionale della RSI
- 20 novembre: fondazione del Corpo di Polizia Repubblicana con Tullio Tamburini al comando e scioglimento della Milizia Volontaria per la Sicurezza Nazionale
- 21 novembre: Kesselring riassume il comando di tutte le forze tedesche in Italia

### Dicembre
- 8 dicembre: fondazione della Guardia Nazionale Repubblicana per volere di Renato Ricci
- 11 dicembre: Kesselring dichiara il territorio italiano come territorio di guerra a lui sottoposto, e subordina alle sue direttive le autorità e le organizzazioni civili italiane
- 17 dicembre: le spese di occupazione da versare alla Germania passano a 10 miliardi di lire

## 1944

### Gennaio
- 8-10 gennaio: Processo di Verona, condanna di 6 membri del Gran consiglio del fascismo che hanno sfiduciato il Duce il giorno del suo arresto
- 11 gennaio: Galeazzo Ciano viene fucilato insieme ad altri 4 detenuti, Emilio De Bono, Luciano Gottardi, Giovanni Marinelli e Carlo Pareschi

### Febbraio
- 12 febbraio: Approvazione del Decreto Legge sulla Socializzazione delle Imprese che definisce con maggiore precisione una nuova forma economica

### Marzo
- 1 marzo: Iniziano gli scioperi che paralizzarono la produzione bellica
- 24 marzo: Eccidio delle Fosse Ardeatine, uccisione di 335 civili e militari italiani da parte delle truppe tedesche

### Aprile
- 18 aprile: Fondazione del Servizio Ausiliario Femminile con Piera Gatteschi Fondelli al comando

### Giugno
- 30 giugno: Fondazione del Corpo Ausiliario delle Squadre d'Azione delle Camicie Nere (brigate nere) da parte del PFR

### Luglio
- 17 luglio: il Duce passa in rassegna i reparti della divisione "Italia"

### Agosto
- 24-27 agosto: Eccidio di Vinca, membri di SS, Luftwaffe e brigate nere commettono un massacro causando 173 morti

## 1945

### Aprile
- 25 aprile: Liberazione da parte degli Alleati e partigiani, viene sciolta la Repubblica Sociale Italiana
- 28 aprile: Mussolini viene fucilato a Mezzegra insieme a gran parte del governo della RSI e all'amante Claretta Petacci, scioglimento del PFR
- 29 aprile: Resa di Caserta, resa incondizionata delle forze tedesche, finisce la presenza nazi-fascista in Italia